# 豊川市

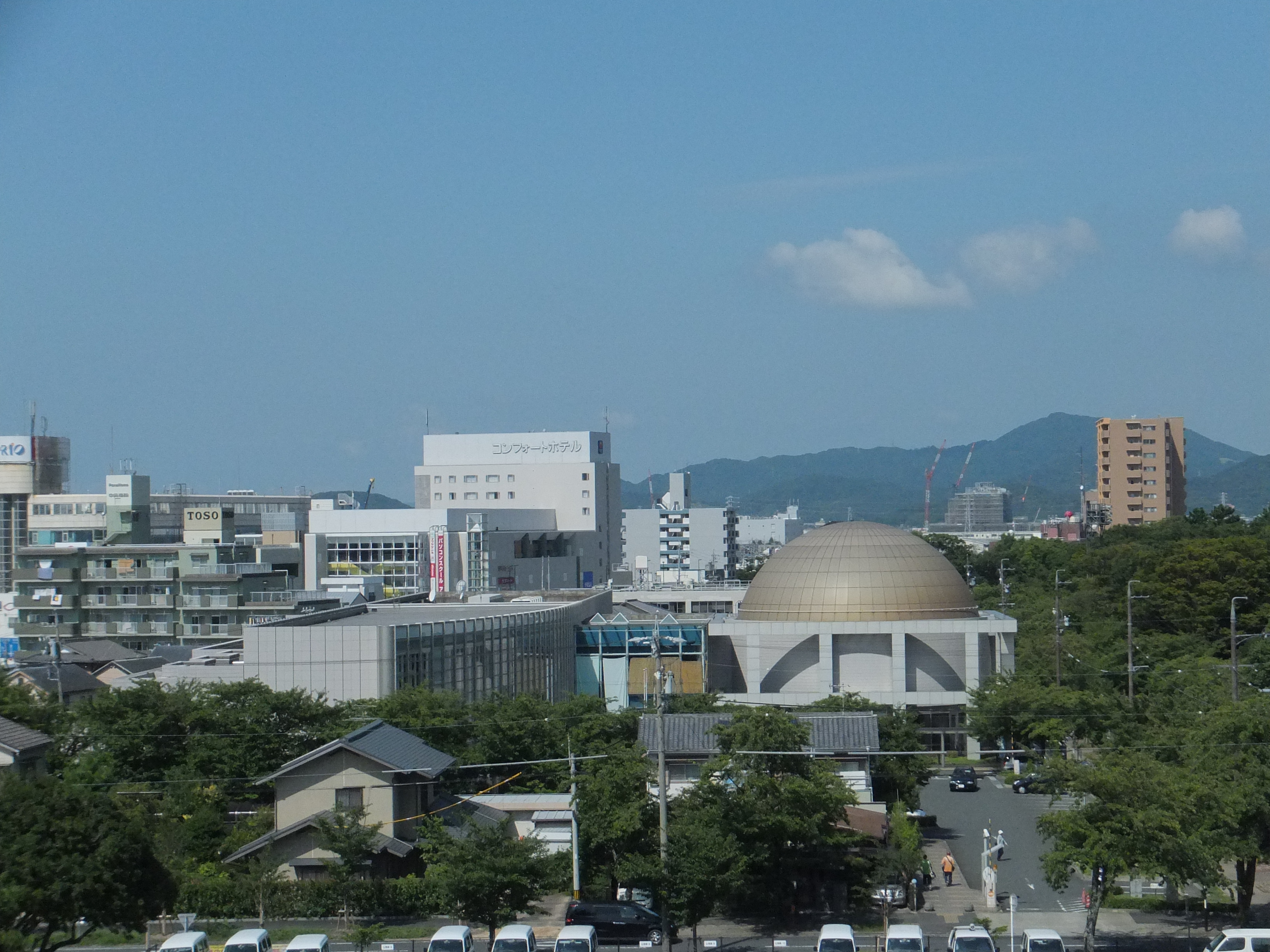
豊川中心市街地

豊川市（とよかわし）は、愛知県南東部の三河地方に位置する市。計量特定市に指定されている。

## 概要
東三河地域においては豊橋市に次ぐ人口。中京圏に属し、三遠南信との関わりも深い。人口増減率は東三河で唯一の増加傾向である。
豊川稲荷（豊川市豊川町1番地）の門前町から発展した。市名の豊川（とよかわ）の由来は、律令制の宝飯郡豊川郷である。愛知県内には「豊」の付いた自治体名が多いが最古はこの豊川市で、8世紀の木簡から確認できる。
1943年（昭和18年）6月1日に宝飯郡豊川町、牛久保町、国府町、八幡村の合併により誕生する。その後八名郡三上村、宝飯郡御油町、一宮町、音羽町、御津町、小坂井町（順番は時列順）を編入合併した。平成に入ってからの合併の際に、各地域の対立により新市名候補として「穂の国市」や「東三河市」、「宝飯市」などの候補があったが「豊川市」の踏襲に落ち着いた。
東名高速道路や国道1号、国道23号、国道151号、国道247号、国道362号などが通っていて、東三河の道路交通の要衝となっている。豊川稲荷や御油の松並木は全国的に有名で、歴史的建造物なども数多くある。

## 地理

豊川市中心部周辺の空中写真。画像中央付近の緑地は豊川稲荷。
2020年6月16日撮影の21枚を合成。。

愛知県の東部に位置する。市の東部には豊川（とよがわ）、西部には音羽川、中心部には佐奈川などが流れていて、市南西部にある三河湾に注いでいる。
市内の御津山周辺一帯が三河湾国定公園、本宮山周辺一帯が本宮山県立自然公園に指定されている。
市では中心市街地の区域を、公共機関や商業施設などが所在する「諏訪地区」、豊川稲荷の門前町として発展した「豊川地区」、両地区をつなぐ「中央通地区」の3地区122.4haとし、「中心市街地商業等活性化基本計画」を策定して中心市街地の開発促進に取り組んでいる。
元々が個々に中心地を形成していた4町村による合併で誕生した市であるために、戦後もそれら旧町村が形成していた市街地の間を埋める形で市街地が形成されていった。よって分散傾向が強く都市の規模の割に大規模な商業施設などの進出も遅れ、長らく購買人口が近隣都市に流出している状況であった。平成に入った頃には、中規模の商業施設が「諏訪地区」やその近隣にオープンするも、同時にロードサイド店舗が豊川IC周辺や南大通に集中していた。
令和に入ると、市が新たに「再開発地域」を指定し広範に連続して広がっていた各地域の市街地をまとめて発達させる計画が形成される。これによって地域ごとの市街地が点在して連なりを見せていた状態が一つの連続した市街地にまとめ上げられた。
鉄道線においては市名を冠している豊川駅が市の中心駅とされるものの、国府駅の乗降客数が一番多かったり、小坂井にはほとんど同じ場所に三駅が違う路線で置かれていたりし、交通としての機能は各地区に所在するいくつかの駅に分散されているのが特徴である。
国道1号が市の西部を、国道23号が市の南西部、国道151号が市の東部から南部を通る。また、姫街道（本坂通）と呼ばれる通りが市内を東西に貫いている。鉄道路線は4路線あり、前述の幹線道路とほぼ並行している。
春になると佐奈川や音羽川、桜トンネル（市役所の近くにある桜並木）の桜が咲き、街を彩る。夏には市内各地で祭りが開かれ、大変賑わう。

### 地形

#### 山地

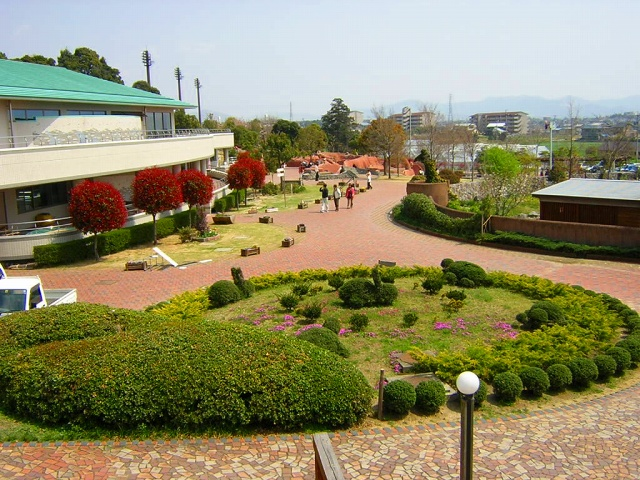
赤塚山

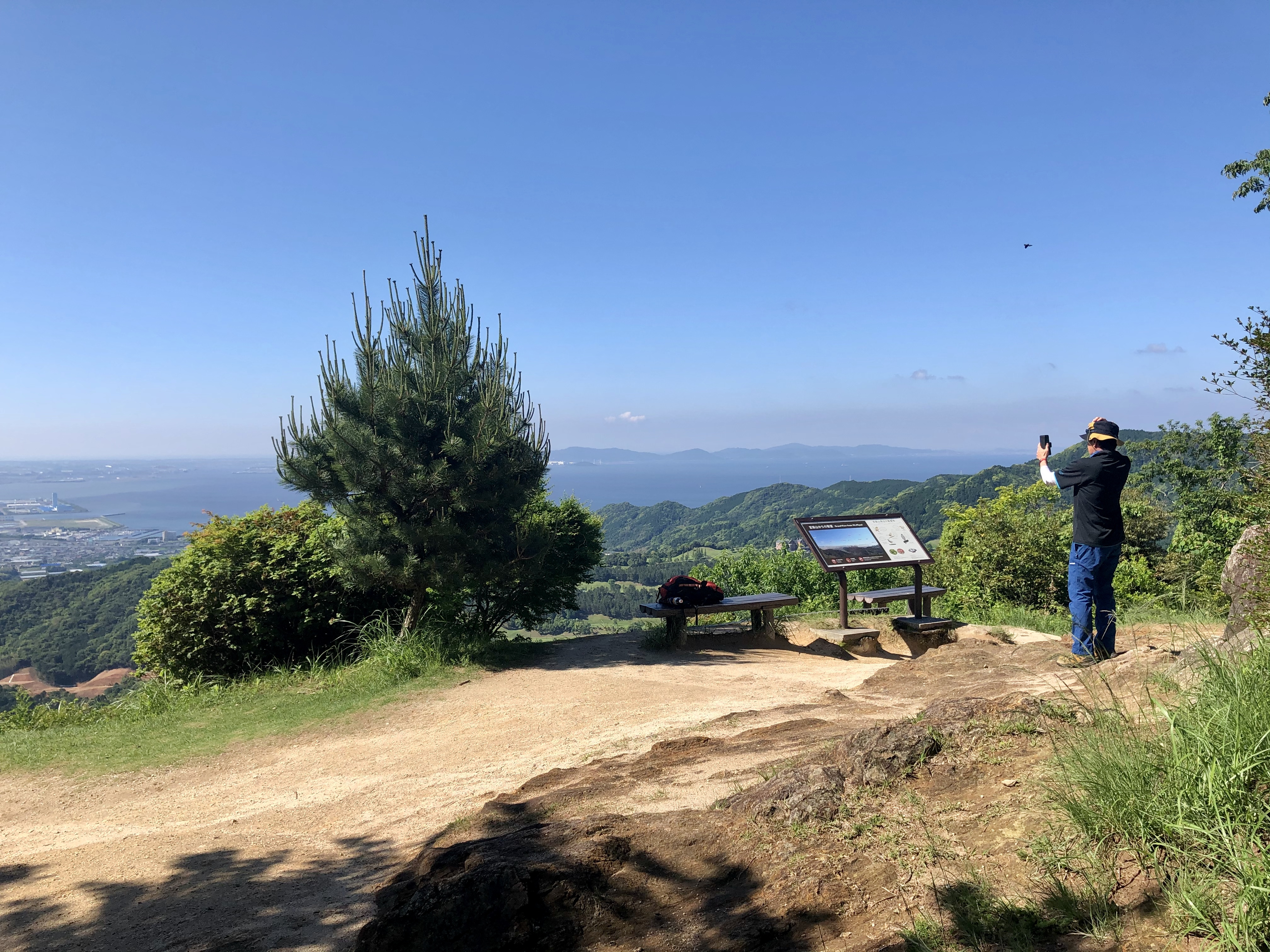
宮路山

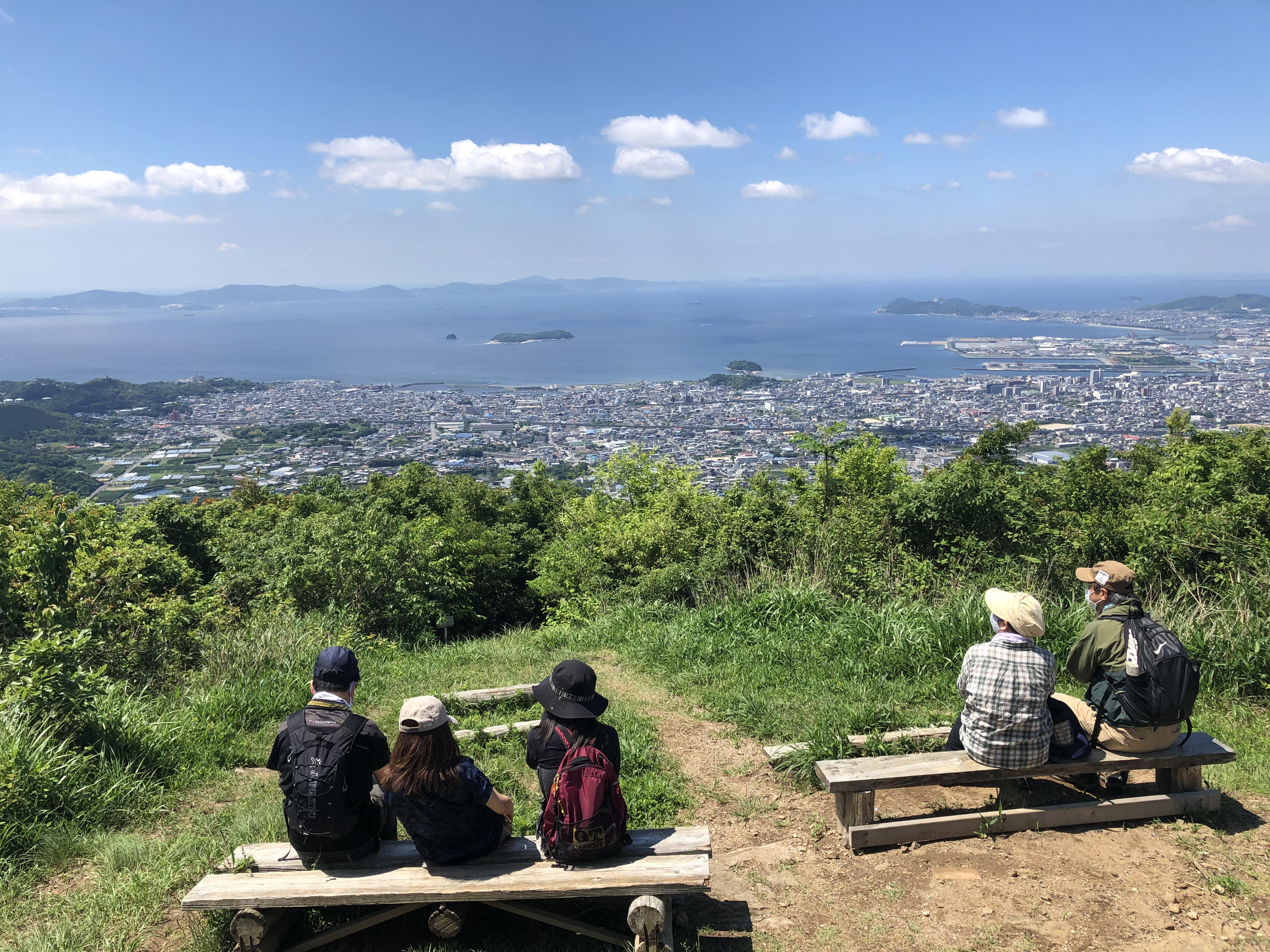
五井山

主な山
- 本宮山（ほんぐうさん）
- 西山（にしやま）
- 観音山（かんのんやま）
- 赤塚山（あかつかやま）
- 飯盛山（いいもりやま）
- 京ヶ峰（きょうがみね）
- 五井山（ごいさん）
- 宮路山（みやじさん）
- 御堂山（みどうやま）
- 遠見山（とおみやま）
- 弘法山（こうぼうやま）
- 新宮山（しんぐうさん）
- 御津山（みとやま）
- 権現山（ごんげんやま）

#### 河川

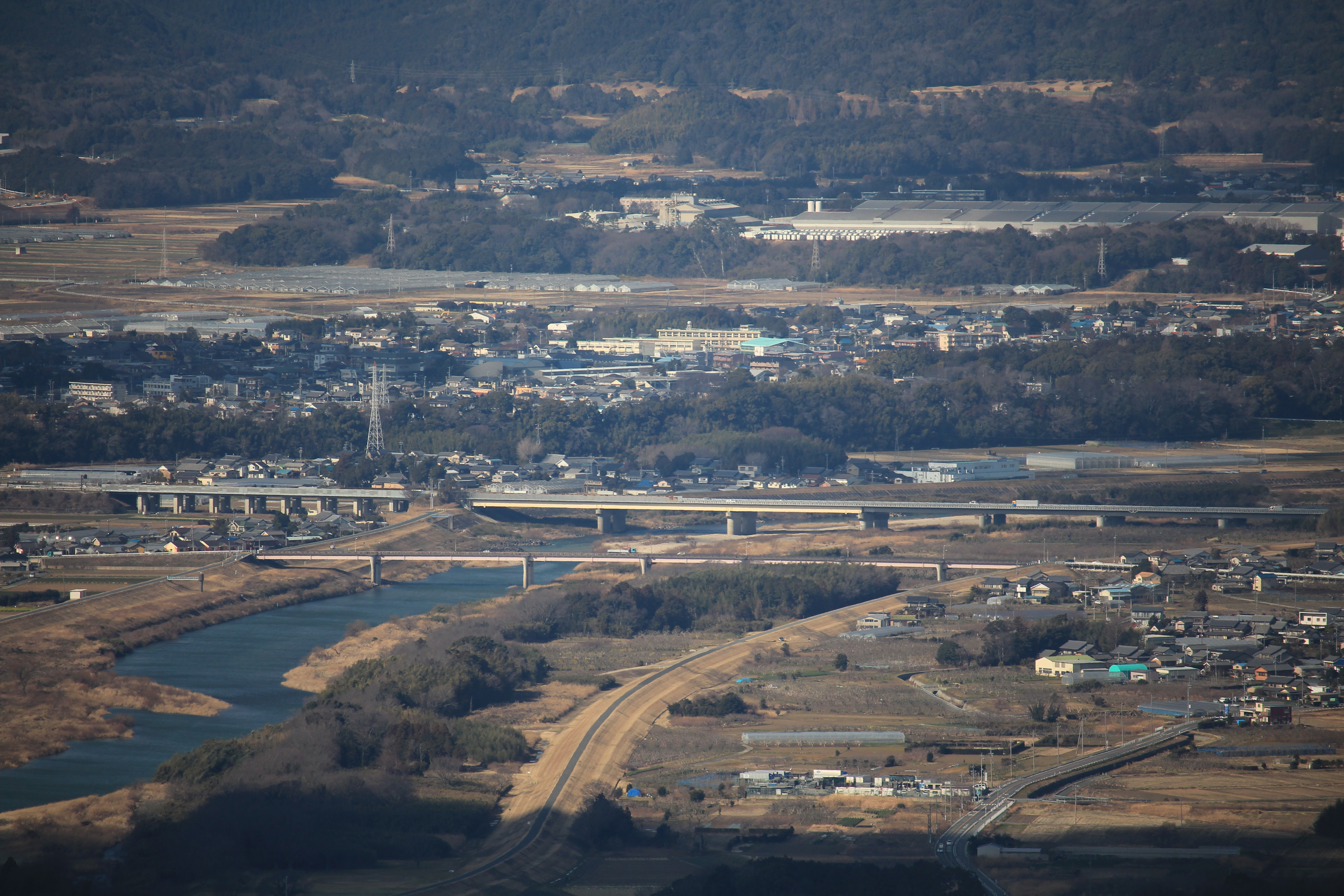
豊川

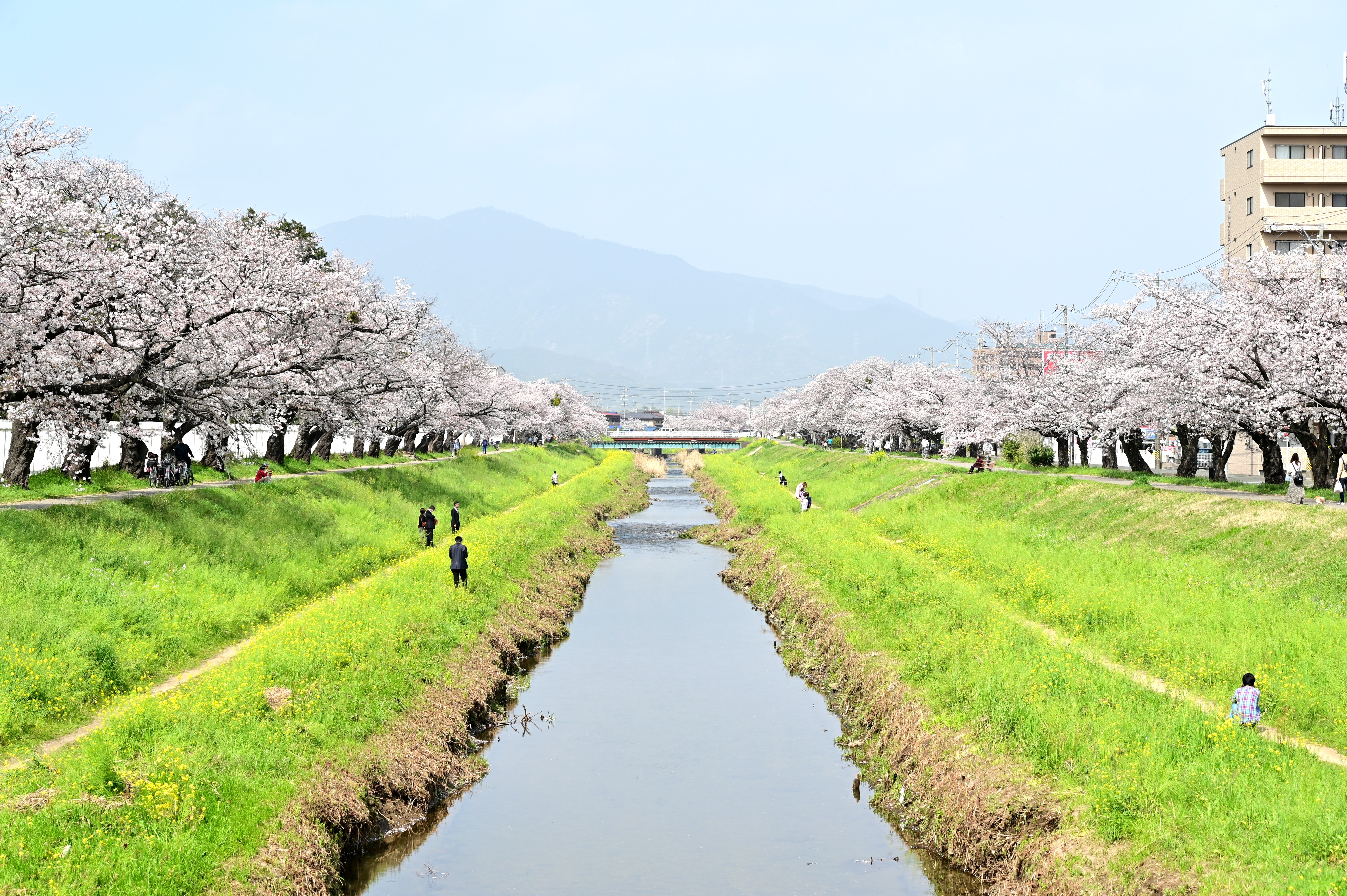
佐奈川

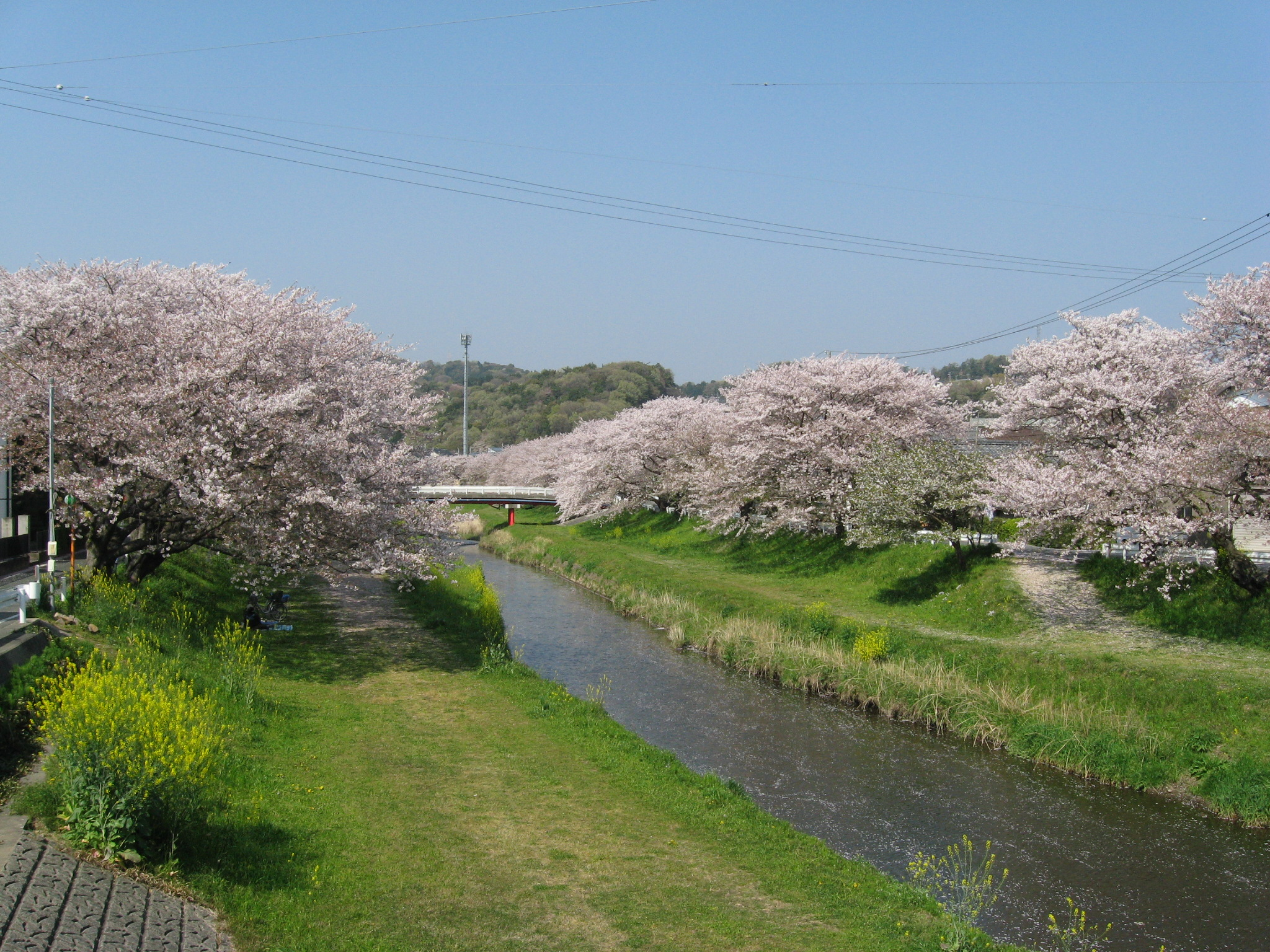
音羽川

一級河川
- 豊川水系
  - 豊川
  - 豊川放水路
  - 善光寺川
  - 古川
  - 間川
  - 境川

二級河川
- 佐奈川水系
  - 佐奈川
  - 帯川
- 音羽川水系
  - 音羽川
  - 白川
  - 西古瀬川
  - 安藤川
  - 山陰川

- 御津川水系
  - 御津川
- 紫川水系
  - 紫川

#### 準用河川
- 豊川水系
  - 善光寺川
  - 栗八名川
  - 松本川
  - 宮出川
  - 走川

- 佐奈川水系
  - 諏訪川
  - 土々川
- 音羽川水系
  - 代田川
  - 稲束川
  - 天王川
  - 西縄手川
  - 明ケ沢川
  - 下谷下川
  - 上谷下川
  - 千束川
  - 長根川
  - 猿田川
  - 室川
  - 千鳥川
  - 寺山川
  - 久田野川
  - 山陰川
- 御津川水系
  - 宮前川
  - 青木川
  - 深沢川
  - 新青木川
  - 御津川
- 江川水系
  - 江川
- 境川水系
  - 境川
- 西方川水系
  - 西方川

#### 海岸
湾岸
- 三河湾（渥美湾）

#### 湖沼
主な池
- 豊川用水駒場調整池
- 西明寺池
- （八幡）大池
- 野口池
- 割池
- 宮池
- 中池
- 東池
- 宝地池

### 気候
太平洋側気候に属していて、比較的温暖な気候である。県の中でも美合町よりも南に位置しているため、冬でも雪はほとんど降らない。2020年~2022年の三年間のデータでは降雪となったのは一日のみである。
|        | 1月  | 2月  | 3月   | 4月   | 5月   | 6月   | 7月   | 8月   | 9月   | 10月  | 11月 | 12月  | 年合計 |
| ------ | ---- | ---- | ----- | ----- | ----- | ----- | ----- | ----- | ----- | ----- | ---- | ----- | ------ |
| 2020年 | 70.5 | 68.5 | 204.5 | 119.0 | 129.0 | 265.0 | 543.0 | 46.5  | 243.5 | 213.0 | 41.0 | 12.5  | 1956.0 |
| 2021年 | 69.5 | 44.0 | 236.5 | 117.5 | 212.5 | 122.5 | 353.0 | 564.0 | 219.0 | 35.5  | 64.5 | 117.0 | 2155.5 |
| 2022年 | 33.0 | 45.0 | 91.0  | 176.0 | 261.5 | 83.5  | 502.5 | 252.5 | 340.5 | 31.5  | 99.5 | 23.5  | 1940.0 |

|        | 1月 | 2月 | 3月  | 4月  | 5月  | 6月  | 7月  | 8月  | 9月  | 10月 | 11月 | 12月 | 年平均 |
| ------ | --- | --- | ---- | ---- | ---- | ---- | ---- | ---- | ---- | ---- | ---- | ---- | ------ |
| 2020年 | 8.4 | 7.9 | 11.1 | 13.8 | 20.5 | 24.4 | 25.6 | 30.0 | 25.5 | 18.5 | 14.7 | 8.1  | 17.4   |
| 2021年 | 5.8 | 8.1 | 12.7 | 15.4 | 19.8 | 23.2 | 27.4 | 27.9 | 24.3 | 20.1 | 13.6 | 8.1  | 17.2   |
| 2022年 | 4.9 | 5.2 | 11.5 | 16.7 | 19.5 | 23.8 | 27.2 | 28.5 | 26.1 | 18.9 | 15.3 | 7.4  | 17.1   |

### 土地利用
市内の土地の利用状況（2021年現在）は、以下の通りになっている。
|        | 宅地   | 宅地 | 農用地 | 農用地     | 農用地 | 森林原野等 | 道路 | 水面河川水路 | その他 | 行政面積 |
| 住宅地 | その他 | 田   | 畑     | 採草放牧地 |        | 森林原野等 | 道路 | 水面河川水路 | その他 | 行政面積 |
| ------ | ------ | ---- | ------ | ---------- | ------ | ---------- | ---- | ------------ | ------ | -------- |
| 2021年 | 1840   | 1110 | 1390   | 1800       | 0      | 5789       | 1481 | 684          | 2011   | 16114    |

|        | 田    | 畑    | 宅地  | 山林  | その他 | 総数  |
| ------ | ----- | ----- | ----- | ----- | ------ | ----- |
| 2021年 | 15280 | 20237 | 25971 | 23974 | 8075   | 93238 |

### 人口
2020年現在、豊川市は東三河地区で唯一人口が増加傾向である。
| |                                        |  |
| 豊川市と全国の年齢別人口分布（2005年） | 豊川市の年齢・男女別人口分布（2005年） |  |
| ■紫色 ― 豊川市 ■緑色 ― 日本全国 | ■青色 ― 男性 ■赤色 ― 女性              |  |
| 豊川市（に相当する地域）の人口の推移 \| 1970年（昭和45年） \| 130,997人 \| \| \| 1975年（昭和50年） \| 148,128人 \| \| \| 1980年（昭和55年） \| 157,084人 \| \| \| 1985年（昭和60年） \| 162,922人 \| \| \| 1990年（平成2年） \| 168,796人 \| \| \| 1995年（平成7年） \| 172,509人 \| \| \| 2000年（平成12年） \| 176,698人 \| \| \| 2005年（平成17年） \| 181,444人 \| \| \| 2010年（平成22年） \| 181,928人 \| \| \| 2015年（平成27年） \| 182,436人 \| \| \| 2020年（令和2年） \| 184,661人 \| \| |                                        |  |
| 総務省統計局 国勢調査より |                                        |  |
| 1970年（昭和45年） | 130,997人                              |  |
| 1975年（昭和50年） | 148,128人                              |  |
| 1980年（昭和55年） | 157,084人                              |  |
| 1985年（昭和60年） | 162,922人                              |  |
| 1990年（平成2年） | 168,796人                              |  |
| 1995年（平成7年） | 172,509人                              |  |
| 2000年（平成12年） | 176,698人                              |  |
| 2005年（平成17年） | 181,444人                              |  |
| 2010年（平成22年） | 181,928人                              |  |
| 2015年（平成27年） | 182,436人                              |  |
| 2020年（令和2年） | 184,661人                              |  |

| 年     | 人口    |
| ------ | ------- |
| 1920年 | 24,020  |
| 1925年 | 23,740  |
| 1930年 | 26,796  |
| 1935年 | 27,076  |
| 1940年 | 30,452  |
| 1947年 | 55,036  |
| 1950年 | 55,178  |
| 1955年 | 61,359  |
| 1960年 | 65,313  |
| 1965年 | 75,171  |
| 1970年 | 85,860  |
| 1975年 | 98,223  |
| 1980年 | 103,097 |
| 1985年 | 107,430 |
| 1990年 | 111,730 |
| 1995年 | 114,380 |
| 2000年 | 117,327 |
| 2005年 | 120,974 |

| 男    | 年齢     | 女    |
| ----- | -------- | ----- |
| 3,641 | 0 - 4歳  | 3,621 |
| 3,678 | 5 - 9    | 3,591 |
| 3,576 | 10 - 14  | 3,429 |
| 3,661 | 15 - 19  | 3,517 |
| 3,915 | 20 - 24  | 3,712 |
| 5,025 | 25 - 29  | 4,532 |
| 6,351 | 30 - 34  | 5,652 |
| 5,289 | 35 - 39  | 4,616 |
| 4,616 | 40 - 44  | 4,282 |
| 4,090 | 45 - 49  | 4,009 |
| 4,452 | 50 - 54  | 4,370 |
| 5,484 | 55 - 59  | 5,583 |
| 4,591 | 60 - 64  | 4,429 |
| 3,472 | 65 - 69  | 3,797 |
| 2,844 | 70 - 74  | 3,051 |
| 2,103 | 75 - 79  | 2,538 |
| 1,832 | 80歳以上 | 4,026 |

## 歴史
律令制の宝飯郡豊川郷にあたる。市域には古くから人が住んでおり、天間遺跡等の旧石器時代の遺跡も見つかっている。多数の甕棺墓が発掘された麻生田大橋遺跡は、縄文時代から弥生時代にかけての複合遺跡である。
5世紀後半に音羽川と西古瀬川の間の白鳥台地に築かれた三河最大級の前方後円墳船山第1号墳は、行者塚古墳（兵庫県加古川市）等畿内周辺の古墳及び昼飯大塚古墳（岐阜県大垣市）、宝塚古墳第1号墳（三重県松阪市）、高塚山古墳（三重県桑名市）に副葬されているものと共通の食物供献儀礼用笊形土器及び土製品が発掘された東限となっており、伊勢湾、三河湾などの水上交通で覇権を得た畿内豪族との繋がりがうかがえる。小坂井町には大和（奈良県）の豪族葛城氏系穂国造を祭神とするとされる菟足神社が鎮座する。6世紀後半から7世紀後半にかけては炭焼平古墳群が作られた。
律令時代には船山古墳付近に三河国国府や三河国分寺、三河国分尼寺が置かれていた。大宝2年（702年）の持統天皇三河行幸の際には、伊勢から航路で御津に上陸し、宮路山を訪ねたとされる。赤坂の杉森八幡社は、その際持統天皇により勧請されたと伝わる。財賀寺は奈良時代、神亀元年(724年)の創建と伝えるが、現存する仏像や考古遺物からは平安後期以降、山寺として発展したと見られる。
平安時代、藤原氏による摂関政治が行われていた頃、三河守としてこの地域に赴任した大江定基は、懇意の女性と死別したことをきっかけに比叡山延暦寺の寂心のもとで出家して寂照と名乗り、入宋して帰国することなく没した。このことは『今昔物語集』『源平盛衰記』『三国伝記』などに説話として収録されて広く知られたようであり、豊川市内を中心に三河の寺社には、財賀寺、長福寺、西明寺、関川神社、三明寺、花井寺など定基と所縁のあることを伝える所が多い。
鎌倉時代になって、鎌倉街道が整備されると、豊川宿として機能した。鎌倉時代の史書では、『海道記』に「豊河の宿」、『東関紀行』に「豊川といふ宿」と記載される。
室町時代の永享10年（1438年）の永享の乱で敗れた一色時家が、同族の三河守護一色義貫を頼り三河国に逃げ落ち、翌11年（1439年）、牛久保町付近に長山一色城を築城し根拠地とした。しかし翌年、時家を匿ったとして、将軍足利義教により義貫が討たれ、代わりに討伐に功のあった細川持常が三河守護となると、三河は他地域に先駆けて内戦状態に入った。この頃、豊川稲荷が創建された。
長禄2年（1458年）、長沢にあった、駿河守護今川氏の分家関口氏の岩略寺城を、岩津城（愛知県岡崎市岩津町）の松平氏宗家第三代松平信光が攻め落とし、子を長沢松平氏として分立して置いた。文明9年（1477年）松平氏宗家第四代松平親忠により、御津に大恩寺が建立された。同年、長山一色城の一色時家が、被官の大沢城（御津町）城主波多野全慶に謀反を起こされ討たれるが、のちに同じく被官の牧野古白が灰塚野合戦で波多野全慶を討ち取り、長山一色城主となり、その後牛窪城と改名した。
三河牧野氏は、駿河守護今川氏に臣従し、今川氏親家臣の北条早雲率いる軍勢との今橋合戦で牧野古白が自害したのちも、三河牧野氏が牛窪城主を務めた。なお、古白を攻めたのは松平長親であるとの説もある。享禄2年（1529年）牧野保成が、牛窪城付近に新城・牛久保城を築城する。しかし、同年に岡崎城の松平氏第七代松平清康が東三河に侵攻すると、牛久保城の牧野成勝は清康に従属した。松平氏が駿河の戦国大名今川義元の傘下になると、牛久保城の三河牧野氏も今川氏に従属した。今川義元は天文年間、豊川稲荷に寄進を行い発展させた。なお、永禄3年(1560年）に今川氏真が財賀寺に寺領と権限を安堵した文書では、八幡宮・三河国分寺・一宮(砥鹿神社)・総社などの供僧が財賀寺の所属とされている。
徳川家康が岡崎城に入り、松平氏が今川氏から自立すると、砥鹿神社里宮付近に一宮砦が築かれ家康家臣の本多信俊が置かれた。永禄6年（1564年）に一宮砦を襲撃した今川氏真の軍を家康らが撤退させたとされる「神君一宮砦後詰め」の逸話が知られる。また、家康は牛久保城を攻めるなどし、先に家康方に移っていた三河稲垣氏ら牛久保六騎の仲立ちを経て、城主の牧野成定を従属させた。この他、元亀4年（1573年）に野田城（愛知県新城市）を落とした武田信玄により、足山田城が築かれたが、これも家康により滅ぼされた。安土桃山時代になり家康の関東移封がなされると、牛久保城は豊臣家臣の吉田城（愛知県豊橋市）城主池田輝政の支城となった。
江戸時代には、三河吉田藩、西大平藩、新城藩の領地の他、寺社領、旗本領が置かれ、三河の天領を管理する代官所・赤坂陣屋も設置された。また、東海道の宿場である赤坂宿や御油宿は、近隣の大規模な岡崎宿等に対抗して飯盛女と称する売女が旅籠に多数雇用され、歓楽街として栄えた。今も残る市指定建造物の旅籠大橋屋や、国の天然記念物になっている御油の松並木で往時が偲ばれる。豊川稲荷などに向かう脇街道である姫街道（本坂道）も利用され、御油宿は追分宿として機能し、4軒の本陣があった。
明治時代、三河裁判所（豊橋市関屋町）の廃止に伴い、慶応4年（1868年）から明治2年（1869年）まで東海道赤坂宿の代官所を用いて三河県の県庁（豊川市赤坂町）が置かれ、郡制施行で宝飯郡役所が御油村、次いで国府町に置かれた。明治政府の殖産興業政策の下蚕種検査所が作られるなどし、養蚕業や製糸業が栄えた。第二次世界大戦中は、市内に豊川海軍工廠があったことにより豊川空襲で大きな被害を受けたが、終戦後、工廠跡周辺に多くの工場や商店ができ、工業・商業地域となった。
高度経済成長期には市外からの流入人口も増え、戦争によって激減した人口も市制施行時と同じ水準にまで回復した。

### 年表
- 724年 - 財賀寺創建（寺伝による）。
- 741年 - 三河国分寺が置かれたとされる。
- 1441年 - 豊川稲荷創建。
- 1939年 - 豊川町、牛久保町、八幡村にまたがる地に豊川海軍工廠開庁。
- 1943年6月1日 - 宝飯郡豊川町、牛久保町、八幡村、国府町が合併し、豊川市市制施行[18]（愛知県下8番目、全国208番目）。
- 1945年8月7日 - 豊川空襲で被災。
- 1955年4月12日 - 八名郡三上村を編入[19]。
- 1959年4月1日 - 宝飯郡御油町を編入[20]。
- 2006年2月1日 - 宝飯郡一宮町を編入[21]。
- 2008年1月15日 - 宝飯郡音羽町、御津町を編入[22]。市域が三河湾に面するようになった。
- 2010年2月1日 - 宝飯郡小坂井町を編入[23]（同時に宝飯郡が消滅）。
- 2023年6月2日 - 台風2号によって発生した線状降水帯が記録的な大雨をもたらし、市内が冠水。多数の車両が水没する被害[24]。

### 市町村域の変遷
| 郡       | 明治22年以前 | 明治22年以前 | 明治22年以前 | 明治22年10月1日 | 明治22年 - 明治45年           | 明治22年 - 明治45年           | 大正元年 - 大正15年           | 昭和元年 - 昭和64年                | 昭和元年 - 昭和64年                | 昭和元年 - 昭和64年          | 平成元年 - 現在              | 現在   |
| -------- | ------------ | ------------ | ------------ | --------------- | ----------------------------- | ----------------------------- | ----------------------------- | ---------------------------------- | ---------------------------------- | ---------------------------- | ---------------------------- | ------ |
| 宝 飯 郡 | 豊川村       | 豊川村       | 豊川村       | 豊川村          | 明治26年3月13日 町制 豊川町   | 明治39年7月1日 合併 豊川町    | 豊川町                        | 昭和18年6月1日 合併 豊川市         | 昭和18年6月1日 合併 豊川市         | 昭和18年6月1日 合併 豊川市   | 豊川市                       | 豊川市 |
| 宝 飯 郡 | 大崎村       |              |              | 豊川村          | 明治26年3月13日 町制 豊川町   | 明治39年7月1日 合併 豊川町    | 豊川町                        | 昭和18年6月1日 合併 豊川市         | 昭和18年6月1日 合併 豊川市         | 昭和18年6月1日 合併 豊川市   | 豊川市                       | 豊川市 |
| 宝 飯 郡 | 北金屋村     |              |              | 豊川村          | 明治26年3月13日 町制 豊川町   | 明治39年7月1日 合併 豊川町    | 豊川町                        | 昭和18年6月1日 合併 豊川市         | 昭和18年6月1日 合併 豊川市         | 昭和18年6月1日 合併 豊川市   | 豊川市                       | 豊川市 |
| 宝 飯 郡 | 三蔵子村     |              |              | 豊川村          | 明治26年3月13日 町制 豊川町   | 明治39年7月1日 合併 豊川町    | 豊川町                        | 昭和18年6月1日 合併 豊川市         | 昭和18年6月1日 合併 豊川市         | 昭和18年6月1日 合併 豊川市   | 豊川市                       | 豊川市 |
| 宝 飯 郡 | 古宿村       |              |              | 豊川村          | 明治26年3月13日 町制 豊川町   | 明治39年7月1日 合併 豊川町    | 豊川町                        | 昭和18年6月1日 合併 豊川市         | 昭和18年6月1日 合併 豊川市         | 昭和18年6月1日 合併 豊川市   | 豊川市                       | 豊川市 |
| 宝 飯 郡 | 長草村       |              |              | 豊川村          | 明治26年3月13日 町制 豊川町   | 明治39年7月1日 合併 豊川町    | 豊川町                        | 昭和18年6月1日 合併 豊川市         | 昭和18年6月1日 合併 豊川市         | 昭和18年6月1日 合併 豊川市   | 豊川市                       | 豊川市 |
| 宝 飯 郡 | 馬場村       |              |              | 豊川村          | 明治26年3月13日 町制 豊川町   | 明治39年7月1日 合併 豊川町    | 豊川町                        | 昭和18年6月1日 合併 豊川市         | 昭和18年6月1日 合併 豊川市         | 昭和18年6月1日 合併 豊川市   | 豊川市                       | 豊川市 |
| 宝 飯 郡 | 本野村       |              |              | 豊川村          | 明治26年3月13日 町制 豊川町   | 明治39年7月1日 合併 豊川町    | 豊川町                        | 昭和18年6月1日 合併 豊川市         | 昭和18年6月1日 合併 豊川市         | 昭和18年6月1日 合併 豊川市   | 豊川市                       | 豊川市 |
| 宝 飯 郡 | 樽井村       |              |              | 豊川村          | 明治26年3月13日 町制 豊川町   | 明治39年7月1日 合併 豊川町    | 豊川町                        | 昭和18年6月1日 合併 豊川市         | 昭和18年6月1日 合併 豊川市         | 昭和18年6月1日 合併 豊川市   | 豊川市                       | 豊川市 |
| 宝 飯 郡 | 六角村       |              |              | 豊川村          | 明治26年3月13日 町制 豊川町   | 明治39年7月1日 合併 豊川町    | 豊川町                        | 昭和18年6月1日 合併 豊川市         | 昭和18年6月1日 合併 豊川市         | 昭和18年6月1日 合併 豊川市   | 豊川市                       | 豊川市 |
| 宝 飯 郡 | 麻生田村     | 麻生田村     | 麻生田村     | 麻生田村        | 麻生田村                      | 明治39年7月1日 合併 豊川町    | 豊川町                        | 昭和18年6月1日 合併 豊川市         | 昭和18年6月1日 合併 豊川市         | 昭和18年6月1日 合併 豊川市   | 豊川市                       | 豊川市 |
| 宝 飯 郡 | 谷川村       |              |              | 麻生田村        | 麻生田村                      | 明治39年7月1日 合併 豊川町    | 豊川町                        | 昭和18年6月1日 合併 豊川市         | 昭和18年6月1日 合併 豊川市         | 昭和18年6月1日 合併 豊川市   | 豊川市                       | 豊川市 |
| 宝 飯 郡 | 楠木村       | 二葉村       | 二葉村       | 麻生田村        | 麻生田村                      | 明治39年7月1日 合併 豊川町    | 豊川町                        | 昭和18年6月1日 合併 豊川市         | 昭和18年6月1日 合併 豊川市         | 昭和18年6月1日 合併 豊川市   | 豊川市                       | 豊川市 |
| 宝 飯 郡 | 楽筒村       | 二葉村       | 二葉村       | 麻生田村        | 麻生田村                      | 明治39年7月1日 合併 豊川町    | 豊川町                        | 昭和18年6月1日 合併 豊川市         | 昭和18年6月1日 合併 豊川市         | 昭和18年6月1日 合併 豊川市   | 豊川市                       | 豊川市 |
| 宝 飯 郡 | 向河原村     |              |              | 麻生田村        | 麻生田村                      | 明治39年7月1日 合併 豊川町    | 豊川町                        | 昭和18年6月1日 合併 豊川市         | 昭和18年6月1日 合併 豊川市         | 昭和18年6月1日 合併 豊川市   | 豊川市                       | 豊川市 |
| 宝 飯 郡 | 三橋村       | 三谷原村     | 三谷原村     | 睦美村          | 睦美村                        | 明治39年7月1日 合併 豊川町    | 豊川町                        | 昭和18年6月1日 合併 豊川市         | 昭和18年6月1日 合併 豊川市         | 昭和18年6月1日 合併 豊川市   | 豊川市                       | 豊川市 |
| 宝 飯 郡 | 雨谷村       | 三谷原村     | 三谷原村     | 睦美村          | 睦美村                        | 明治39年7月1日 合併 豊川町    | 豊川町                        | 昭和18年6月1日 合併 豊川市         | 昭和18年6月1日 合併 豊川市         | 昭和18年6月1日 合併 豊川市   | 豊川市                       | 豊川市 |
| 宝 飯 郡 | 石原村       | 三谷原村     | 三谷原村     | 睦美村          | 睦美村                        | 明治39年7月1日 合併 豊川町    | 豊川町                        | 昭和18年6月1日 合併 豊川市         | 昭和18年6月1日 合併 豊川市         | 昭和18年6月1日 合併 豊川市   | 豊川市                       | 豊川市 |
| 宝 飯 郡 | 牧野村       |              |              | 睦美村          | 睦美村                        | 明治39年7月1日 合併 豊川町    | 豊川町                        | 昭和18年6月1日 合併 豊川市         | 昭和18年6月1日 合併 豊川市         | 昭和18年6月1日 合併 豊川市   | 豊川市                       | 豊川市 |
| 宝 飯 郡 | 当古村       |              |              | 睦美村          | 睦美村                        | 明治39年7月1日 合併 豊川町    | 豊川町                        | 昭和18年6月1日 合併 豊川市         | 昭和18年6月1日 合併 豊川市         | 昭和18年6月1日 合併 豊川市   | 豊川市                       | 豊川市 |
| 宝 飯 郡 | 土筒村       |              |              | 睦美村          | 睦美村                        | 明治39年7月1日 合併 豊川町    | 豊川町                        | 昭和18年6月1日 合併 豊川市         | 昭和18年6月1日 合併 豊川市         | 昭和18年6月1日 合併 豊川市   | 豊川市                       | 豊川市 |
| 宝 飯 郡 | 瀬木村       | 瀬木村       | 瀬木村       | 睦美村          | 睦美村                        | 明治39年7月1日 合併 牛久保町  | 牛久保町                      | 昭和18年6月1日 合併 豊川市         | 昭和18年6月1日 合併 豊川市         | 昭和18年6月1日 合併 豊川市   | 豊川市                       | 豊川市 |
| 宝 飯 郡 | 牛久保村     | 牛久保村     | 牛久保村     | 牛久保村        | 明治24年10月6日 町制 牛久保町 | 明治39年7月1日 合併 牛久保町  | 牛久保町                      | 昭和18年6月1日 合併 豊川市         | 昭和18年6月1日 合併 豊川市         | 昭和18年6月1日 合併 豊川市   | 豊川市                       | 豊川市 |
| 宝 飯 郡 | 長山村       | 下長山村     | 下長山村     | 牛久保村        | 明治24年10月6日 町制 牛久保町 | 明治39年7月1日 合併 牛久保町  | 牛久保町                      | 昭和18年6月1日 合併 豊川市         | 昭和18年6月1日 合併 豊川市         | 昭和18年6月1日 合併 豊川市   | 豊川市                       | 豊川市 |
| 宝 飯 郡 | 正岡村       |              |              | 牛久保村        | 明治24年10月6日 町制 牛久保町 | 明治39年7月1日 合併 牛久保町  | 牛久保町                      | 昭和18年6月1日 合併 豊川市         | 昭和18年6月1日 合併 豊川市         | 昭和18年6月1日 合併 豊川市   | 豊川市                       | 豊川市 |
| 宝 飯 郡 | 西島村       |              |              | 牛久保村        | 明治24年10月6日 町制 牛久保町 | 明治39年7月1日 合併 牛久保町  | 牛久保町                      | 昭和18年6月1日 合併 豊川市         | 昭和18年6月1日 合併 豊川市         | 昭和18年6月1日 合併 豊川市   | 豊川市                       | 豊川市 |
| 宝 飯 郡 | 鍛冶村       | 鍛冶村       | 中條村       | 牛久保村        | 明治24年10月6日 町制 牛久保町 | 明治39年7月1日 合併 牛久保町  | 牛久保町                      | 昭和18年6月1日 合併 豊川市         | 昭和18年6月1日 合併 豊川市         | 昭和18年6月1日 合併 豊川市   | 豊川市                       | 豊川市 |
| 宝 飯 郡 | 南金屋村     |              | 中條村       | 牛久保村        | 明治24年10月6日 町制 牛久保町 | 明治39年7月1日 合併 牛久保町  | 牛久保町                      | 昭和18年6月1日 合併 豊川市         | 昭和18年6月1日 合併 豊川市         | 昭和18年6月1日 合併 豊川市   | 豊川市                       | 豊川市 |
| 宝 飯 郡 | 行明村       | 行明村       | 行明村       | 明子村          | 明子村                        | 明治39年7月1日 合併 牛久保町  | 牛久保町                      | 昭和18年6月1日 合併 豊川市         | 昭和18年6月1日 合併 豊川市         | 昭和18年6月1日 合併 豊川市   | 豊川市                       | 豊川市 |
| 宝 飯 郡 | 柑子村       |              |              | 明子村          | 明子村                        | 明治39年7月1日 合併 牛久保町  | 牛久保町                      | 昭和18年6月1日 合併 豊川市         | 昭和18年6月1日 合併 豊川市         | 昭和18年6月1日 合併 豊川市   | 豊川市                       | 豊川市 |
| 宝 飯 郡 | 国府村       | 国府村       | 国府村       | 国府村          | 明治27年6月23日 町制 国府町   | 明治39年9月10日 合併 国府町   | 国府町                        | 昭和18年6月1日 合併 豊川市         | 昭和18年6月1日 合併 豊川市         | 昭和18年6月1日 合併 豊川市   | 豊川市                       | 豊川市 |
| 宝 飯 郡 | 為当村       |              |              | 国府村          | 明治27年6月23日 町制 国府町   | 明治39年9月10日 合併 国府町   | 国府町                        | 昭和18年6月1日 合併 豊川市         | 昭和18年6月1日 合併 豊川市         | 昭和18年6月1日 合併 豊川市   | 豊川市                       | 豊川市 |
| 宝 飯 郡 | 森村         |              |              | 国府村          | 明治27年6月23日 町制 国府町   | 明治39年9月10日 合併 国府町   | 国府町                        | 昭和18年6月1日 合併 豊川市         | 昭和18年6月1日 合併 豊川市         | 昭和18年6月1日 合併 豊川市   | 豊川市                       | 豊川市 |
| 宝 飯 郡 | 白鳥村       | 白鳥村       | 白鳥村       | 白鳥村          | 白鳥村                        | 明治39年9月10日 合併 国府町   | 国府町                        | 昭和18年6月1日 合併 豊川市         | 昭和18年6月1日 合併 豊川市         | 昭和18年6月1日 合併 豊川市   | 豊川市                       | 豊川市 |
| 宝 飯 郡 | 小田渕村     |              |              | 白鳥村          | 白鳥村                        | 明治39年9月10日 合併 国府町   | 国府町                        | 昭和18年6月1日 合併 豊川市         | 昭和18年6月1日 合併 豊川市         | 昭和18年6月1日 合併 豊川市   | 豊川市                       | 豊川市 |
| 宝 飯 郡 | 久保村       |              |              | 白鳥村          | 白鳥村                        | 明治39年9月10日 合併 国府町   | 国府町                        | 昭和18年6月1日 合併 豊川市         | 昭和18年6月1日 合併 豊川市         | 昭和18年6月1日 合併 豊川市   | 豊川市                       | 豊川市 |
| 宝 飯 郡 | 八幡村       | 八幡村       | 八幡村       | 平幡村          | 平幡村                        | 明治39年6月25日 合併 八幡村   | 八幡村                        | 昭和18年6月1日 合併 豊川市         | 昭和18年6月1日 合併 豊川市         | 昭和18年6月1日 合併 豊川市   | 豊川市                       | 豊川市 |
| 宝 飯 郡 | 平尾村       |              |              | 平幡村          | 平幡村                        | 明治39年6月25日 合併 八幡村   | 八幡村                        | 昭和18年6月1日 合併 豊川市         | 昭和18年6月1日 合併 豊川市         | 昭和18年6月1日 合併 豊川市   | 豊川市                       | 豊川市 |
| 宝 飯 郡 | 財賀村       |              |              | 平幡村          | 平幡村                        | 明治39年6月25日 合併 八幡村   | 八幡村                        | 昭和18年6月1日 合併 豊川市         | 昭和18年6月1日 合併 豊川市         | 昭和18年6月1日 合併 豊川市   | 豊川市                       | 豊川市 |
| 宝 飯 郡 | 市田村       | 市田村       | 市田村       | 穂原村          | 穂原村                        | 明治39年6月25日 合併 八幡村   | 八幡村                        | 昭和18年6月1日 合併 豊川市         | 昭和18年6月1日 合併 豊川市         | 昭和18年6月1日 合併 豊川市   | 豊川市                       | 豊川市 |
| 宝 飯 郡 | 野口村       |              |              | 穂原村          | 穂原村                        | 明治39年6月25日 合併 八幡村   | 八幡村                        | 昭和18年6月1日 合併 豊川市         | 昭和18年6月1日 合併 豊川市         | 昭和18年6月1日 合併 豊川市   | 豊川市                       | 豊川市 |
| 宝 飯 郡 | 上千両村     | 上千両村     | 千両村       | 穂原村          | 穂原村                        | 明治39年6月25日 合併 八幡村   | 八幡村                        | 昭和18年6月1日 合併 豊川市         | 昭和18年6月1日 合併 豊川市         | 昭和18年6月1日 合併 豊川市   | 豊川市                       | 豊川市 |
| 宝 飯 郡 | 下千両村     |              | 千両村       | 穂原村          | 穂原村                        | 明治39年6月25日 合併 八幡村   | 八幡村                        | 昭和18年6月1日 合併 豊川市         | 昭和18年6月1日 合併 豊川市         | 昭和18年6月1日 合併 豊川市   | 豊川市                       | 豊川市 |
| 八 名 郡 | 三渡野村     | 三上村       | 三上村       | 三上村          | 三上村                        | 三上村                        | 三上村                        | 三上村                             | 昭和30年4月12日 豊川市に編入       | 昭和30年4月12日 豊川市に編入 | 豊川市                       | 豊川市 |
| 八 名 郡 | 堹ノ上村     | 三上村       | 三上村       | 三上村          | 三上村                        | 三上村                        | 三上村                        | 三上村                             | 昭和30年4月12日 豊川市に編入       | 昭和30年4月12日 豊川市に編入 | 豊川市                       | 豊川市 |
| 八 名 郡 | 古川新田     | 三上村       | 三上村       | 三上村          | 三上村                        | 三上村                        | 三上村                        | 三上村                             | 昭和30年4月12日 豊川市に編入       | 昭和30年4月12日 豊川市に編入 | 豊川市                       | 豊川市 |
| 宝 飯 郡 | 御油村       | 御油村       | 御油村       | 御油村          | 明治25年1月29日 町制 御油町   | 明治25年1月29日 町制 御油町   | 御油町                        | 御油町                             | 御油町                             | 昭和34年4月1日 豊川市に編入  | 豊川市                       | 豊川市 |
| 宝 飯 郡 | 一ノ宮村     | 一ノ宮村     | 一ノ宮村     | 桑富村          | 桑富村                        | 明治39年7月1日 合併 一宮村    | 一宮村                        | 一宮村                             | 一宮村                             | 昭和36年4月1日 町制 一宮町   | 平成18年2月1日 豊川市に編入  | 豊川市 |
| 宝 飯 郡 | 大木村       |              |              | 桑富村          | 桑富村                        | 明治39年7月1日 合併 一宮村    | 一宮村                        | 一宮村                             | 一宮村                             | 昭和36年4月1日 町制 一宮町   | 平成18年2月1日 豊川市に編入  | 豊川市 |
| 宝 飯 郡 | 篠田村       |              |              | 桑富村          | 桑富村                        | 明治39年7月1日 合併 一宮村    | 一宮村                        | 一宮村                             | 一宮村                             | 昭和36年4月1日 町制 一宮町   | 平成18年2月1日 豊川市に編入  | 豊川市 |
| 宝 飯 郡 | 西原村       |              |              | 桑富村          | 桑富村                        | 明治39年7月1日 合併 一宮村    | 一宮村                        | 一宮村                             | 一宮村                             | 昭和36年4月1日 町制 一宮町   | 平成18年2月1日 豊川市に編入  | 豊川市 |
| 宝 飯 郡 | 足山田村     |              |              | 桑富村          | 桑富村                        | 明治39年7月1日 合併 一宮村    | 一宮村                        | 一宮村                             | 一宮村                             | 昭和36年4月1日 町制 一宮町   | 平成18年2月1日 豊川市に編入  | 豊川市 |
| 宝 飯 郡 | 東上村       | 東上村       | 東上村       | 本茂村          | 本茂村                        | 明治39年7月1日 合併 一宮村    | 一宮村                        | 一宮村                             | 一宮村                             | 昭和36年4月1日 町制 一宮町   | 平成18年2月1日 豊川市に編入  | 豊川市 |
| 宝 飯 郡 | 北岡新田     |              | 東上村       | 本茂村          | 本茂村                        | 明治39年7月1日 合併 一宮村    | 一宮村                        | 一宮村                             | 一宮村                             | 昭和36年4月1日 町制 一宮町   | 平成18年2月1日 豊川市に編入  | 豊川市 |
| 宝 飯 郡 | 江村         | 江村         | 江島村       | 本茂村          | 本茂村                        | 明治39年7月1日 合併 一宮村    | 一宮村                        | 一宮村                             | 一宮村                             | 昭和36年4月1日 町制 一宮町   | 平成18年2月1日 豊川市に編入  | 豊川市 |
| 宝 飯 郡 | 鵜飼島村     |              | 江島村       | 本茂村          | 本茂村                        | 明治39年7月1日 合併 一宮村    | 一宮村                        | 一宮村                             | 一宮村                             | 昭和36年4月1日 町制 一宮町   | 平成18年2月1日 豊川市に編入  | 豊川市 |
| 宝 飯 郡 | 長山村       | 上長山村     | 上長山村     | 本茂村          | 本茂村                        | 明治39年7月1日 合併 一宮村    | 一宮村                        | 一宮村                             | 一宮村                             | 昭和36年4月1日 町制 一宮町   | 平成18年2月1日 豊川市に編入  | 豊川市 |
| 宝 飯 郡 | 松原村       |              |              | 本茂村          | 本茂村                        | 明治39年7月1日 合併 一宮村    | 一宮村                        | 一宮村                             | 一宮村                             | 昭和36年4月1日 町制 一宮町   | 平成18年2月1日 豊川市に編入  | 豊川市 |
| 八 名 郡 | 日下部村     | 豊津村       | 豊津村       | 豊津村          | 豊津村                        | 豊津村                        | 大正9年8月1日 合併 大和村     | 昭和29年4月1日 宝飯郡一宮村に編入  | 昭和29年4月1日 宝飯郡一宮村に編入  | 昭和36年4月1日 町制 一宮町   | 平成18年2月1日 豊川市に編入  | 豊川市 |
| 八 名 郡 | 中島村       | 豊津村       | 豊津村       | 豊津村          | 豊津村                        | 豊津村                        | 大正9年8月1日 合併 大和村     | 昭和29年4月1日 宝飯郡一宮村に編入  | 昭和29年4月1日 宝飯郡一宮村に編入  | 昭和36年4月1日 町制 一宮町   | 平成18年2月1日 豊川市に編入  | 豊川市 |
| 八 名 郡 | 井之島村     | 豊津村       | 豊津村       | 豊津村          | 豊津村                        | 豊津村                        | 大正9年8月1日 合併 大和村     | 昭和29年4月1日 宝飯郡一宮村に編入  | 昭和29年4月1日 宝飯郡一宮村に編入  | 昭和36年4月1日 町制 一宮町   | 平成18年2月1日 豊川市に編入  | 豊川市 |
| 八 名 郡 | 橋尾村       | 豊津村       | 橋尾村       | 橋尾村          | 橋尾村                        | 橋尾村                        | 大正9年8月1日 合併 大和村     | 昭和29年4月1日 宝飯郡一宮村に編入  | 昭和29年4月1日 宝飯郡一宮村に編入  | 昭和36年4月1日 町制 一宮町   | 平成18年2月1日 豊川市に編入  | 豊川市 |
| 八 名 郡 | 金沢村       | 金沢村       | 金沢村       | 金沢村          | 金沢村                        | 金沢村                        | 金沢村                        | 昭和26年4月1日 合併 双和村（一部） | 昭和30年4月1日 宝飯郡一宮村 に編入 | 昭和36年4月1日 町制 一宮町   | 平成18年2月1日 豊川市に編入  | 豊川市 |
| 宝 飯 郡 | 森下村       | 豊沢村       | 豊沢村       | 御津村          | 御津村                        | 明治39年7月1日 合併 御津村    | 御津村                        | 昭和5年2月11日 合併 御津町         | 昭和5年2月11日 合併 御津町         | 御津町                       | 平成20年1月15日 豊川市に編入 | 豊川市 |
| 宝 飯 郡 | 茂松村       | 豊沢村       | 豊沢村       | 御津村          | 御津村                        | 明治39年7月1日 合併 御津村    | 御津村                        | 昭和5年2月11日 合併 御津町         | 昭和5年2月11日 合併 御津町         | 御津町                       | 平成20年1月15日 豊川市に編入 | 豊川市 |
| 宝 飯 郡 | 広石村       |              |              | 御津村          | 御津村                        | 明治39年7月1日 合併 御津村    | 御津村                        | 昭和5年2月11日 合併 御津町         | 昭和5年2月11日 合併 御津町         | 御津町                       | 平成20年1月15日 豊川市に編入 | 豊川市 |
| 宝 飯 郡 | 泙野村       |              |              | 御津村          | 御津村                        | 明治39年7月1日 合併 御津村    | 御津村                        | 昭和5年2月11日 合併 御津町         | 昭和5年2月11日 合併 御津町         | 御津町                       | 平成20年1月15日 豊川市に編入 | 豊川市 |
| 宝 飯 郡 | 西方村       |              |              | 御津村          | 御津村                        | 明治39年7月1日 合併 御津村    | 御津村                        | 昭和5年2月11日 合併 御津町         | 昭和5年2月11日 合併 御津町         | 御津町                       | 平成20年1月15日 豊川市に編入 | 豊川市 |
| 宝 飯 郡 | 金割村       | 金野村       | 金野村       | 御津村          | 御津村                        | 明治39年7月1日 合併 御津村    | 御津村                        | 昭和5年2月11日 合併 御津町         | 昭和5年2月11日 合併 御津町         | 御津町                       | 平成20年1月15日 豊川市に編入 | 豊川市 |
| 宝 飯 郡 | 灰野村       | 金野村       | 金野村       | 御津村          | 御津村                        | 明治39年7月1日 合併 御津村    | 御津村                        | 昭和5年2月11日 合併 御津町         | 昭和5年2月11日 合併 御津町         | 御津町                       | 平成20年1月15日 豊川市に編入 | 豊川市 |
| 宝 飯 郡 | 御馬村       | 御馬村       | 御馬村       | 御馬村          | 御馬村                        | 明治39年7月1日 合併 御津村    | 御津村                        | 昭和5年2月11日 合併 御津町         | 昭和5年2月11日 合併 御津町         | 御津町                       | 平成20年1月15日 豊川市に編入 | 豊川市 |
| 宝 飯 郡 | 上佐脇村     | 上佐脇村     | 上佐脇村     | 佐脇村          | 佐脇村                        | 明治39年7月1日 合併 御津村    | 御津村                        | 昭和5年2月11日 合併 御津町         | 昭和5年2月11日 合併 御津町         | 御津町                       | 平成20年1月15日 豊川市に編入 | 豊川市 |
| 宝 飯 郡 | 下佐脇村     |              |              | 佐脇村          | 佐脇村                        | 明治39年7月1日 合併 御津村    | 御津村                        | 昭和5年2月11日 合併 御津町         | 昭和5年2月11日 合併 御津町         | 御津町                       | 平成20年1月15日 豊川市に編入 | 豊川市 |
| 宝 飯 郡 | 下佐脇新田   |              |              | 佐脇村          | 佐脇村                        | 明治39年7月1日 合併 御津村    | 御津村                        | 昭和5年2月11日 合併 御津町         | 昭和5年2月11日 合併 御津町         | 御津町                       | 平成20年1月15日 豊川市に編入 | 豊川市 |
| 宝 飯 郡 | 赤根村       | 赤根村       | 赤根村       | 大塚村（一部）  | 大塚村（一部）                | 大塚村（一部）                | 大塚村（一部）                | 大塚村（一部）                     | 昭和30年10月1日 御津町に編入       | 御津町                       | 平成20年1月15日 豊川市に編入 | 豊川市 |
| 宝 飯 郡 | 大草村       |              |              | 大塚村（一部）  | 大塚村（一部）                | 大塚村（一部）                | 大塚村（一部）                | 大塚村（一部）                     | 昭和30年10月1日 御津町に編入       | 御津町                       | 平成20年1月15日 豊川市に編入 | 豊川市 |
| 宝 飯 郡 | 赤坂村       | 赤坂村       | 赤坂村       | 赤坂村          | 明治27年6月23日 町制 赤坂町   | 明治27年6月23日 町制 赤坂町   | 赤坂町                        | 赤坂町                             | 昭和30年4月1日 合併 音羽町         | 昭和30年4月1日 合併 音羽町   | 平成20年1月15日 豊川市に編入 | 豊川市 |
| 宝 飯 郡 | 上萩村       | 上萩村       | 萩村         | 萩村            | 萩村                          | 萩村                          | 萩村                          | 萩村                               | 昭和30年4月1日 合併 音羽町         | 昭和30年4月1日 合併 音羽町   | 平成20年1月15日 豊川市に編入 | 豊川市 |
| 宝 飯 郡 | 下萩村       |              | 萩村         | 萩村            | 萩村                          | 萩村                          | 萩村                          | 萩村                               | 昭和30年4月1日 合併 音羽町         | 昭和30年4月1日 合併 音羽町   | 平成20年1月15日 豊川市に編入 | 豊川市 |
| 宝 飯 郡 | 長沢村       | 長沢村       | 長沢村       | 長沢村          | 長沢村                        | 長沢村                        | 長沢村                        | 長沢村                             | 昭和30年4月1日 合併 音羽町         | 昭和30年4月1日 合併 音羽町   | 平成20年1月15日 豊川市に編入 | 豊川市 |
| 宝 飯 郡 | 小坂井村     | 小坂井村     | 小坂井村     | 豊秋村          | 豊秋村                        | 明治39年9月12日 合併 小坂井村 | 大正15年9月12日 町制 小坂井町 | 小坂井町                           | 小坂井町                           | 小坂井町                     | 平成22年2月1日 豊川市に編入  | 豊川市 |
| 宝 飯 郡 | 篠束村       |              |              | 豊秋村          | 豊秋村                        | 明治39年9月12日 合併 小坂井村 | 大正15年9月12日 町制 小坂井町 | 小坂井町                           | 小坂井町                           | 小坂井町                     | 平成22年2月1日 豊川市に編入  | 豊川市 |
| 宝 飯 郡 | 宿村         |              |              | 豊秋村          | 豊秋村                        | 明治39年9月12日 合併 小坂井村 | 大正15年9月12日 町制 小坂井町 | 小坂井町                           | 小坂井町                           | 小坂井町                     | 平成22年2月1日 豊川市に編入  | 豊川市 |
| 宝 飯 郡 | 平井村       | 平井村       | 平井村       | 豊秋村          | 豊秋村                        | 明治39年9月12日 合併 小坂井村 | 大正15年9月12日 町制 小坂井町 | 小坂井町                           | 小坂井町                           | 小坂井町                     | 平成22年2月1日 豊川市に編入  | 豊川市 |
| 宝 飯 郡 | 藤井新田     |              | 平井村       | 豊秋村          | 豊秋村                        | 明治39年9月12日 合併 小坂井村 | 大正15年9月12日 町制 小坂井町 | 小坂井町                           | 小坂井町                           | 小坂井町                     | 平成22年2月1日 豊川市に編入  | 豊川市 |
| 宝 飯 郡 | 伊奈村       | 伊奈村       | 伊奈村       | 伊奈村          | 伊奈村                        | 明治39年9月12日 合併 小坂井村 | 大正15年9月12日 町制 小坂井町 | 小坂井町                           | 小坂井町                           | 小坂井町                     | 平成22年2月1日 豊川市に編入  | 豊川市 |

## 行政

### 市長
- 竹本幸夫（2019年10月20日就任、2期目）

歴代市長
| 代    | 氏名     | 就任           | 退任           |
| 1     | 加藤守道 | 1943年9月      | 1946年5月      |
| 2     | 小川寿吉 | 1946年7月      | 1946年12月     |
| 3-4   | 福山政一 | 1947年4月      | 1955年4月      |
| 5     | 鈴木正吾 | 1955年5月      | 1958年4月      |
| 6-7   | 牧山英之 | 1958年5月      | 1963年9月      |
| 8-13  | 山本芳雄 | 1963年10月     | 1987年10月     |
| 14-16 | 田中泰雄 | 1987年10月     | 1999年10月     |
| 17-18 | 中野勝之 | 1999年10月     | 2007年10月19日 |
| 19-21 | 山脇実   | 2007年10月20日 | 2019年10月19日 |
| 22    | 竹本幸夫 | 2019年10月20日 | 現職           |

### 市役所
- 豊川市役所
  - プリオ窓口センター（諏訪3丁目、プリオ5階）
- 一宮支所（旧一宮町役場）
〒441-1292 豊川市一宮町豊1番地
- 音羽支所（旧音羽町役場）
〒441-0292 豊川市赤坂町松本250番地
- 御津支所（旧御津町役場）
〒441-0392 豊川市御津町西方日暮30番地
- 小坂井支所（旧小坂井町役場）
〒441-0192 豊川市小坂井町大堀10

### 財政
2022年度（令和4年度）会計別決算額
| 会計名   | 会計額            |
| -------- | ----------------- |
| 一般会計 | 798億4966万4千円  |
| 特別会計 | 199億5558万4千円  |
| 企業会計 | 296億0040万0千円  |
| 合 計    | 1294億0564万8千円 |

| 会計名   | 会計額            |
| -------- | ----------------- |
| 一般会計 | 754億7115万2千円  |
| 特別会計 | 185億3549万6千円  |
| 企業会計 | 329億4080万0千円  |
| 合 計    | 1269億4744万8千円 |

## 議会

### 愛知県議会
2019年愛知県議会議員選挙
- 選挙区：豊川市選挙区
- 議員定数：3人
- 投票日：2019年4月7日

| 候補者名 | 当落 | 年齢 | 党派名     | 新旧別 | 得票数 |
| -------- | ---- | ---- | ---------- | ------ | ------ |
| 大嶽理恵 | 当   | 41   | 無所属     | 現     | 無投票 |
| 藤原宏樹 | 当   | 41   | 自由民主党 | 現     | 無投票 |
| 野中泰志 | 当   | 58   | 自由民主党 | 元     | 無投票 |

2015年愛知県議会議員選挙
- 選挙区：豊川市選挙区
- 議員定数：3人
- 投票日：2015年4月12日
- 当日有権者数：144,150人[26]
- 投票率：43.10%

| 候補者名 | 当落 | 年齢 | 党派名     | 新旧別 | 得票数   |
| -------- | ---- | ---- | ---------- | ------ | -------- |
| 大嶽理恵 | 当   | 37   | 民主党     | 新     | 17,978票 |
| 藤原宏樹 | 当   | 37   | 自由民主党 | 現     | 17,765票 |
| 小林功   | 当   | 71   | 自由民主党 | 現     | 10,745票 |
| 野中泰志 | 落   | 54   | 無所属     | 現     | 9,854票  |
| 西川米子 | 落   | 67   | 維新の党   | 新     | 4,743票  |

### 衆議院
- 選挙区：愛知14区（豊川市、蒲郡市、新城市、額田郡、北設楽郡）
- 任期：2024年10月27日 - 2028年10月26日
- 投票日：2024年10月27日
- 当日有権者数：289,546人[27]
- 投票率：58.30％

| 当落 | 候補者名   | 年齢 | 所属党派   | 新旧別 | 得票数   | 重複 |
| ---- | ---------- | ---- | ---------- | ------ | -------- | ---- |
| 当   | 今枝宗一郎 | 40   | 自由民主党 | 前     | 90,334票 | ○    |
| 比当 | 大嶽理恵   | 47   | 立憲民主党 | 新     | 64,763票 | ○    |
|      | 浅尾大輔   | 54   | 日本共産党 | 新     | 9,970票  |      |

## 施設

### 国家機関
厚生労働省
- 愛知労働局豊川公共職業安定所

自衛隊
- 自衛隊愛知地方協力本部豊川地域事務所
- 豊川駐屯地
  - 第6施設群
  - 第10偵察戦闘大隊
  - 第10高射特科大隊
  - 中部方面特科連隊 第２大隊
  - 第49普通科連隊

法務省
- 名古屋法務局豊川出張所

### 県の機関
- 愛知県豊川保健所
- 愛知県三河港工事事務所
- 愛知県計量検定所タクシーメーター検査場三河分場
- 愛知県水産試験場三河一宮指導所

### 警察
- 東三河運転免許センター

- 愛知県豊川警察署
  - 国府交番（豊川市国府町）
  - 八幡交番（豊川市八幡町）
  - 稲荷通交番（豊川市門前町）
  - 南大通交番（豊川市千歳通4丁目）
  - 三蔵子交番（豊川市本野町）
  - 小坂井交番（豊川市小坂井町）
  - 御津交番（豊川市御津町西方）
  - 千両駐在所（豊川市千両町）
  - 牧野駐在所（豊川市牧野町）
  - 三上駐在所（豊川市三上町）
  - 桜町駐在所（豊川市桜町2丁目）
  - 御油駐在所（豊川市御油町）
  - 平尾駐在所（豊川市平尾町）
  - 長沢駐在所（豊川市長沢町）
  - 赤坂駐在所（豊川市赤坂町）
  - 東上駐在所（豊川市東上町）
  - 金沢駐在所（豊川市金沢町）
  - 一宮駐在所（豊川市大木町）

### 消防
豊川市内の消防業務は、豊川市消防本部が担当している。1981年（昭和56年）から1982年（昭和57年）にかけて、宝飯郡を構成する4町の消防業務の受託を順次開始し、管轄区域は160.35km2に拡大された。2007年（平成19年）から2010年（平成22年）にかけて、これら各町はいずれも豊川市に編入された。
市内に1つの消防署、2つの分署を置くほか、豊橋市中消防署4階に、消防指令センターを置き、消防通信指令事務を豊橋市・新城市・蒲郡市と共同で行っている。豊川市消防署の落成以来、同署を本部所在地としてきたが、2007年（平成19年）7月2日に総務課と予防課が市役所北庁舎5階に移転した。
|        | 火災 | 救急 | 救助 | 警戒 |
| ------ | ---- | ---- | ---- | ---- |
| 2012年 | 72   | 6865 | 68   | 1547 |
| 2013年 | 111  | 7129 | 68   | 1721 |
| 2014年 | 49   | 7063 | 80   | 1793 |
| 2015年 | 35   | 7089 | 90   | 1670 |
| 2016年 | 40   | 7378 | 91   | 1503 |

### 医療
主な病院
- 豊川市民病院
- 豊川さくら病院
- 豊川青山病院・豊川青山介護医療院
- 総合青山病院
- 可知病院
- 共立荻野病院
- 後藤病院
- タチバナ病院
- 夜間急病診療所

### 図書館
- 豊川市中央図書館・ジオスペース館 - 1999年7月に移転。
- 音羽図書館
- 御津図書館
- 一宮図書館
- 小坂井図書館

### 文化施設
- 豊川市文化会館
- 豊川市音羽文化ホール（ウィンディアホール）
- 豊川市御津文化会館（ハートフルホール）
- 豊川市小坂井文化会館（フロイデンホール）
- 豊川市桜ヶ丘ミュージアム
- 生涯学習会館
- 御油の松並木資料館
- 豊川市御津生涯学習会館
- こざかい葵風館
- 豊川市平和交流館
- 豊川市民俗資料館 - 2018年3月31日閉館。

### 福祉施設
- ゆうあいの里ふれあいセンター
- ふれあい交流館（本宮の湯）
- 健康福祉センター（いかまい館）
- 豊川市御津福祉保健センター
- 豊川市音羽福祉保健センター（ウェルハウスあいあい）

### 体育施設
- 豊川公園 - 豊川市総合体育館（1990年5月建設）をはじめ、陸上競技場や野球場、市民プールが整備されている。
- 一宮体育センター
- 豊川市御津体育館（旧・御津町民体育館）
- 豊川市音羽運動公園
- 憩いの広場

### 公園
※公園については下記ページに一覧で載っている
豊川市の公園
- 東三河ふるさと公園（愛知県）
- 赤塚山公園（ぎょぎょランド）
- 豊川公園
- 三河国分尼寺跡史跡公園
- 桜ヶ丘公園
- 豊川海軍工廠平和公園

- 豊川市文化会館
- 豊川市中央図書館
- 豊川市総合体育館
- 赤塚山公園
- 東三河ふるさと公園
- 文化会館（一宮地区）
- 赤坂休憩所よらまいかん
- 豊川市音羽生涯学習センター
- 豊川稲荷
- 砥鹿神社
- 豊川進雄神社
- 一宮総合支所
- 音羽支所
- 御津支所
- こざかい葵風館（小坂井支所）
- 五社稲荷

## 対外関係

### 姉妹都市･提携都市

#### 海外
姉妹都市
- アメリカ合衆国カリフォルニア州クパチーノ市

1978年姉妹都市締結。同市はApple（旧アップル・コンピュータ）の本社があることでも知られている。毎年市内の中学生（中学生使節団）が派遣されている。
友好都市
- 中華人民共和国江蘇省無錫市新呉区

2009年友好都市締結。同市には豊川市内に工場があるコニカミノルタや東海理化の工場が存在する。
フレンドシップ相手国
2005年に開催された愛知万博で、愛知県内の市町村（名古屋市を除く）が120の万博公式参加国をそれぞれ「一市町村一国フレンドシップ事業」としてフレンドシップ相手国として迎え入れた。
- オーストリア共和国
- ガーナ共和国
- ジンバブエ共和国
- チェコ共和国
- フィリピン共和国
- ペルー共和国

#### 国内
その他
- 全国門前町サミット - 全国の神社仏閣を中心に発展してきた門前町を有する自治体・観光協会・商業関係者などが集まり地域活性、街作り推進のため開催する会議。

## 経済

### 第一次産業

#### とよかわブランド
- 音羽米 - 音羽地域にて厳格な基準の基に作られている米。「特別栽培米」認定。
- とよかわいちご - 愛知県内での作付面積1位。
- とよかわバラ - 全国での出荷量、作付面積ともに1位、28の厳正な項目によるチェックが行われている。
- とよかわハーブ - 愛知県内で出荷量1位、近年に栽培面積、販売量が大きく上昇している作物。ブランド「あいちそだち」認定。
- とよかわ大葉 - 愛知県内で出荷量2位、豊川市の農業生産額で1位、全国に出荷されている。
- とよかわ鮎 - 全国での生産量1位、豊川と三河湾の水で育ち全国魚市場からの評価も非常に高い。
- とよかわトマト - 二次検査はカメラで行い、細分化された出荷規格内での厳しい出荷基準を設けている。全国的に早く導入されていた。
- とよかわミニトマト - パック入りミニトマトの定着させた産地で、歴史が長く品質が高い。
- とよかわスプレーマム - 早期の段階で導入し全国へ向けて出荷されている。「農林水産大臣賞」受賞。

##### その他
- 愛知県内1位のシクラメンの産地[32]

### 第二次産業
製造業
- swcc愛知工場 - （旧・昭和電線ケーブルシステム、旧・エクシム） - 電力用ケーブル、電線の製造
- カゴメ小坂井工場 - ケチャップの製造
- 共栄社本社 - バロネス芝刈り機、草刈り機、緑地管理機器の製造
- 光陽一宮工場 - ゼリー、冷凍うどんの製造
- コニカミノルタプラネタリウム東海事業所 - プラネタリウム機器の製造・修理
- 新東工業 - 鋳造機械などの製造
- 天狗缶詰白鳥工場・三河工場 - 業務用缶詰の製造
- トーアス - 食料品缶詰・清涼飲料水の開発及び受託製造
- 東海理化電機製作所音羽工場・萩工場 - 自動車部品の製造
- トピー工業豊川製造所 - 自動車用プレス部品、ホイールの製造
- 日本車輌製造豊川製作所 - 鉄道車両（新幹線・電車・ディーゼルカー・ディーゼル機関車）、タンクローリー等特装車の製造
- フジボウ愛媛小坂井工場
- 雪印メグミルク豊橋工場 - 乳製品の製造

### 第三次産業
主な商業施設
- 市中心部（豊川・諏訪・中央通地区）
  - プリオ
  - イオン豊川開運通店（旧・イオン豊川店）
  - フィール豊川店
  - クックマート諏訪店
  - ピアゴ豊川店
  - サンヨネ豊川店
  - DCM豊川東店
- 東部
  - バロー豊川店
  - ゲオ豊川インター店
  - 三洋堂書店豊川店
- 南部
  - アイレクステラスクラシック
  - クロスモール豊川（アクロス豊川跡地）
  - ナナガーデン
  - マチニワ
  - エディオン豊川店
  - ヤマダデンキテックランド豊川店
  - ケーズデンキ豊川店
  - ドミー小坂井店
  - 豊川コロナワールド
  - ニトリ豊川店
  - TSUTAYA豊川店
  - ゲオ豊川店
  - しまむら豊川店
- 西部
  - MEGAドン・キホーテUNY国府店

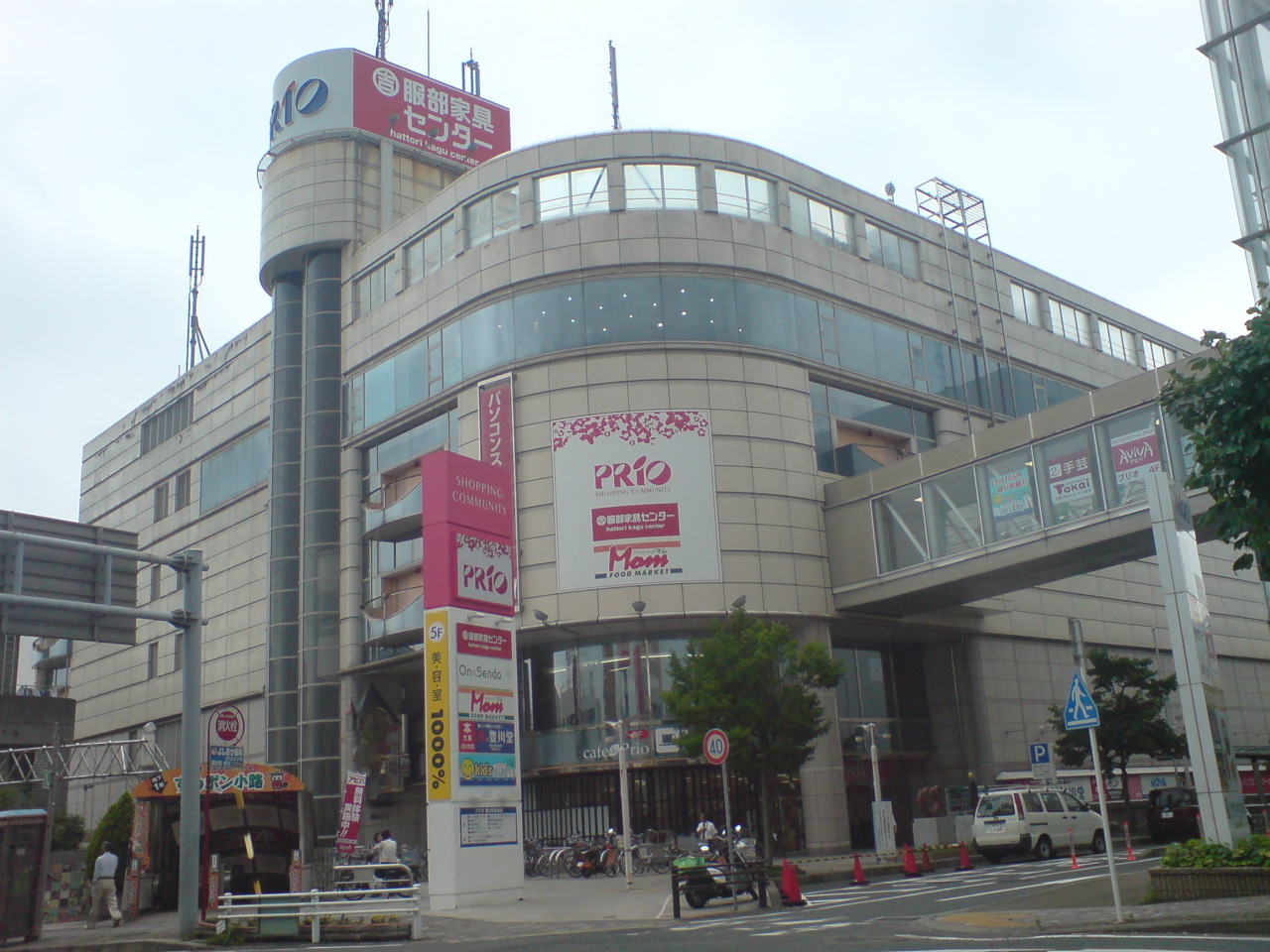
プリオ

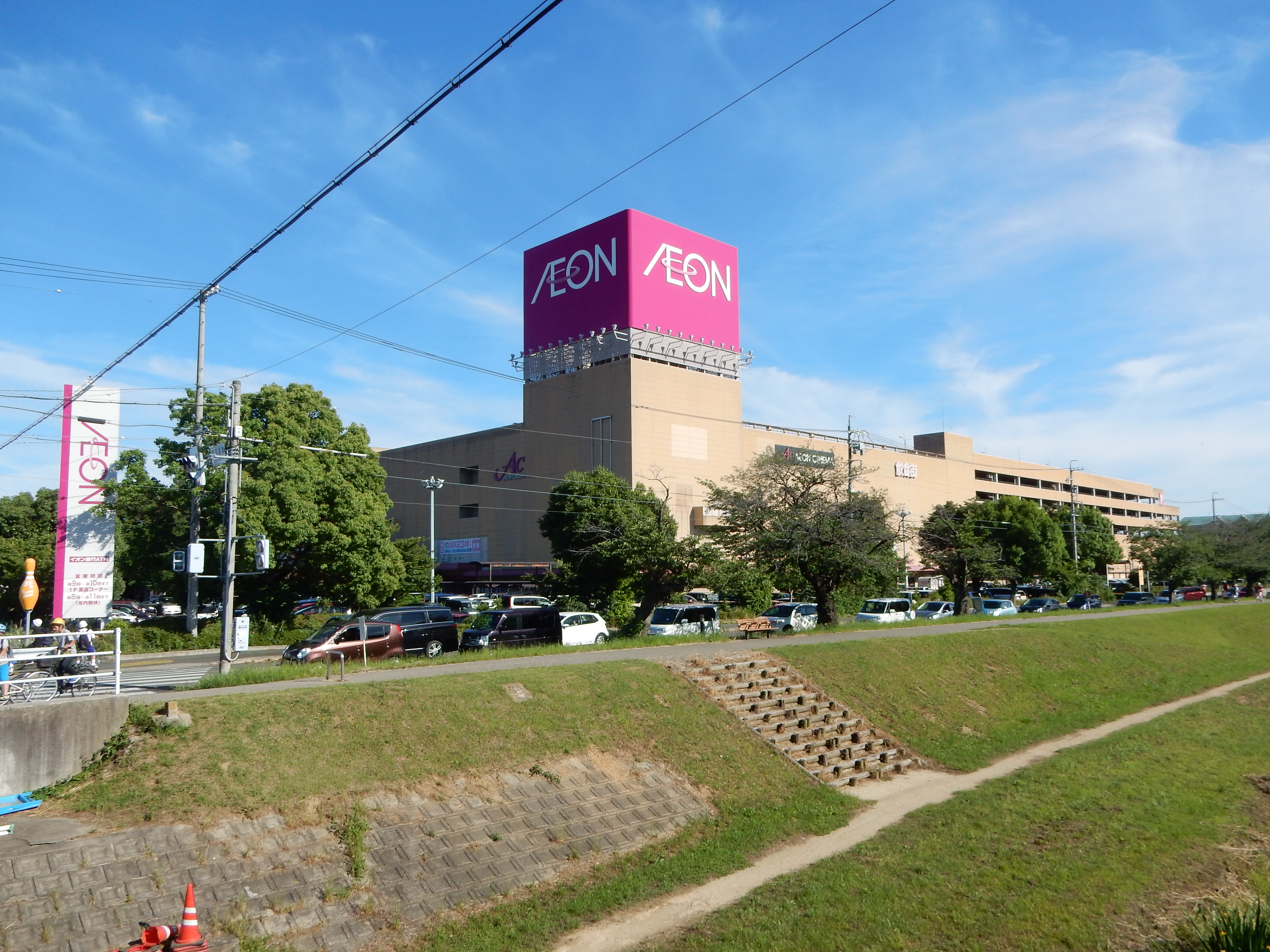
イオン豊川開運通店

  - イオンモール豊川（2023年4月4日オープン）
  - ヤマナカ御油店
  - クックマート国府店
  - フィール豊川西店
  - ユニクロ豊川御油店
  - DCM豊川西店
  - DCMアットホーム国府店
  - 精文館書店豊川店
  - TSUTAYA豊川市田店
- 北部
  - クックマート本野町店
  - クックマート一宮店（チアーズいちのみやショッピングセンター）
  - 精文館書店一宮店

### 市内に本社を置く主な企業
- 旭メタルズ - ダクタイル鋳造製品（2015年4月1日に旭テック株式会社より旭テックメタル株式会社として分社独立。2016年6月、旭メタルズ株式会社に変更）
- オーエスジー - 工具類の製造
- 香月堂 - バウムクーヘン等、半生洋菓子の製造・販売
- 共栄社 - 草刈機、芝刈機の製造
- サンビシ - 醤油などの製造・販売
- アイシンシロキ - 自動車用内装機能部品・車体外装部品、列車用シートの製造・販売
- 日本トレクス - 輸送機器（トレーラ、トラックボデー、特殊車両）の製造・販売
- 丸上製作所 - 新幹線車輌用を含む、各種コイルばね・板ばね・特殊ばねの製造・販売
- 山本製粉 - 小麦粉、乾麺、即席麺などの製造・販売

### 拠点を置く主要企業
- 日本通運 - 名古屋フォワーディング支店豊橋航空営業所
- 日通東愛知運輸株式会社

## マスメディア

### テレビ局
- CCNet豊川局

### 中継局
- NHK三河一宮テレビ中継局 
大半の地域では、豊橋中継所（本宮山）からの電波を受信する。

## 教育

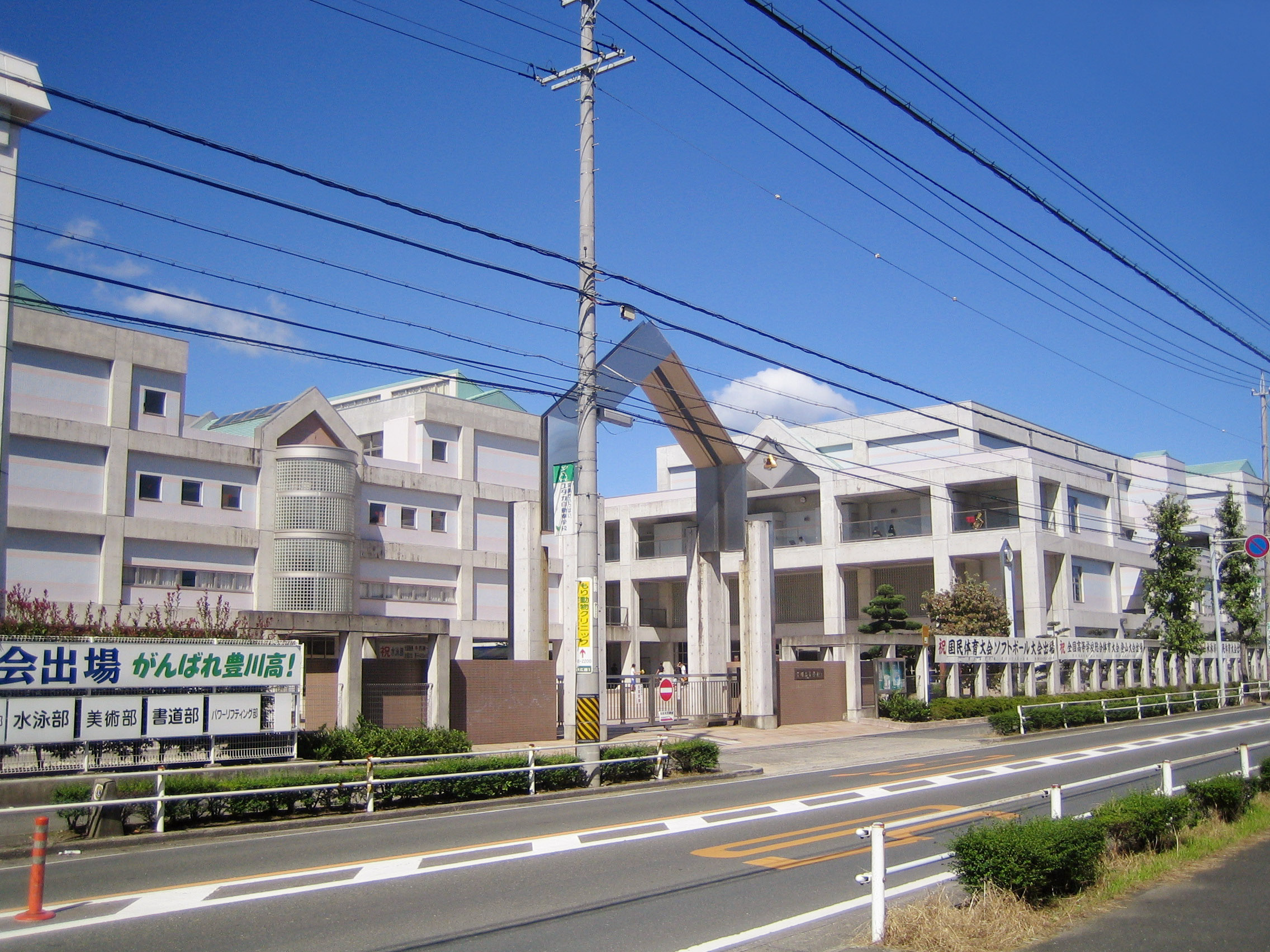
豊川高等学校

### 高等学校
県立
- 愛知県立国府高等学校
- 愛知県立小坂井高等学校
- 愛知県立豊川工科高等学校
- 愛知県立宝陵高等学校
- 愛知県立御津あおば高等学校

私立
- 豊川高等学校

### 中学校
市立
- 豊川市立東部中学校
- 豊川市立南部中学校
- 豊川市立西部中学校
- 豊川市立中部中学校
- 豊川市立代田中学校
- 豊川市立金屋中学校
- 豊川市立一宮中学校
- 豊川市立音羽中学校
- 豊川市立御津中学校
- 豊川市立小坂井中学校

### 小学校
市立
- 豊川市立豊川小学校
- 豊川市立東部小学校
- 豊川市立桜木小学校
- 豊川市立豊小学校
- 豊川市立牛久保小学校
- 豊川市立中部小学校
- 豊川市立天王小学校
- 豊川市立国府小学校
- 豊川市立御油小学校
- 豊川市立八南小学校
- 豊川市立平尾小学校
- 豊川市立千両小学校
- 豊川市立代田小学校

- 豊川市立桜町小学校
- 豊川市立金屋小学校
- 豊川市立三蔵子小学校
- 豊川市立一宮東部小学校
- 豊川市立一宮西部小学校
- 豊川市立一宮南部小学校
- 豊川市立赤坂小学校
- 豊川市立長沢小学校
- 豊川市立萩小学校
- 豊川市立御津南部小学校
- 豊川市立御津北部小学校
- 豊川市立小坂井西小学校
- 豊川市立小坂井東小学校

### 特別支援学校
県立
- 愛知県立豊川特別支援学校

### 幼稚園
（愛知県私立幼稚園連盟加盟の園のみ掲載）
- 愛知双葉幼稚園
- 光明寺幼稚園
- 西明寺幼稚園
- 豊川幼稚園
- 豊川東幼稚園
- 花井幼稚園

#### 児童福祉施設（保育所）
（2008年1月13日現在の認可保育所のみ掲載）
- 豊川市立赤坂保育園
- 豊川市立赤坂台保育園
- 豊川市立一宮保育園
- 豊川市立一宮西部保育園
- 豊川市立一宮東部保育園
- 豊川市立牛久保保育園
- 豊川市立大木保育園
- 豊川市立金沢保育園
- 豊川市立国府保育園
- 豊川市立御油保育園
- 豊川市立御油第二保育園
- 豊川市立下長山保育園
- 豊川市立為当保育園
- 豊川市立東上保育園
- 豊川市立長沢保育園
- 豊川市立萩保育園
- 豊川市立八南保育園
- 豊川市立御津西部保育園
- 豊川市立御津南部保育園
- 豊川市立御津北部保育園
- 豊川市立睦美保育園
- 豊川市立大和保育園
- 豊川市立小坂井北保育園
- 豊川市立小坂井中保育園
- 豊川市立小坂井東保育園

- 麻生田保育園
- 光輝保育園
- さくら保育園
- 桜町保育園
- 三蔵子保育園
- 諏訪保育園
- 千両保育園
- 代田保育園
- 中部保育園
- 天王保育園
- 豊川保育園
- 豊川北部保育園
- ひかり保育園
- 平尾保育園
- 三上保育園
- みどり保育園
- 八幡保育園
- みと保育園
- 菊保育園
- アオイ保育園
- 美園保育園
- 桃里保育園

### 自動車学校
- タカラ自動車学校
- ユタカ自動車学校

## 生活基盤
- 市外局番は大半で0533（豊橋MA）を使用し、同一市外局番の蒲郡市と市内料金で市内局番からの通話が可能。
市内局番は大部分の地域（平成合併前の旧豊川市の大半と旧音羽町）で8Xを使用していたが、局番飽和のため9Xも使用している。為当町の一部や旧御津町・旧小坂井町では7X、旧一宮町では9Xを使用している（Xは任意の数字）。
三上町の一部（豊川の左岸にある地域）は、市外局番は豊橋市と同じ0532で、市内局番は8X（Xは任意の数字）であるが、0533の地域とは同エリアとして、市内料金による通話が可能。
- 都市ガスの供給エリアは旧音羽町が東邦ガスであるほかはサーラエナジーの供給エリアである[33]。

## 交通

### 鉄道

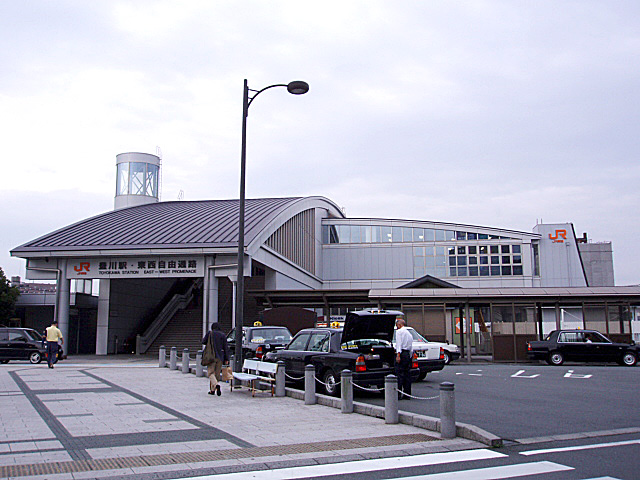
豊川駅

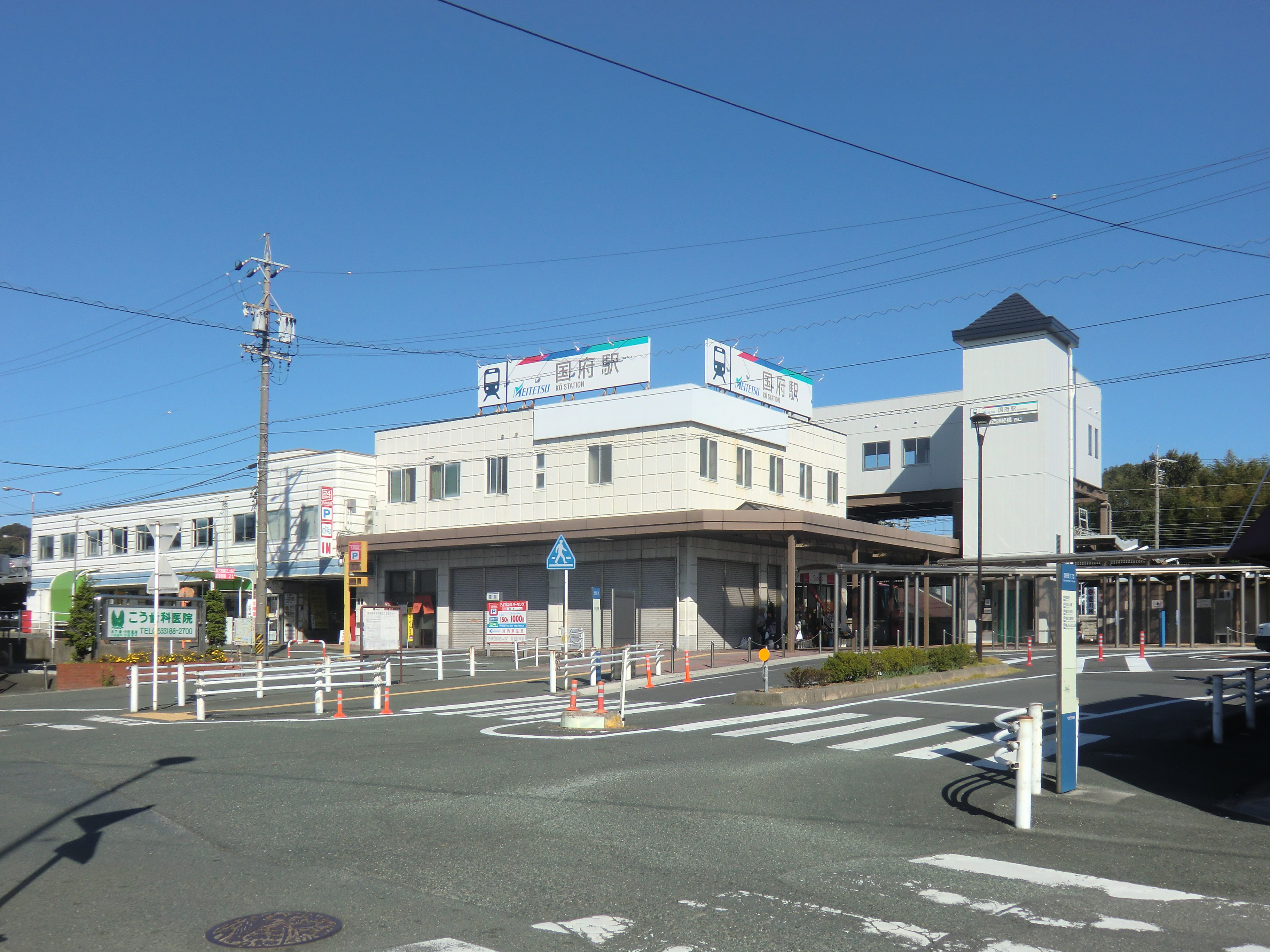
国府駅

JTB時刻表によると、豊川市の代表駅はJR東海の豊川駅となっているが、乗降客数は名鉄の国府駅の方が多い。なお、豊川駅は名鉄豊川線の豊川稲荷駅と隣接しており、乗り換えが可能である。また、市役所に最も近い鉄道駅は名鉄豊川線の諏訪町駅である。
東海旅客鉄道（JR東海）
CA 東海道本線：西小坂井駅 - 愛知御津駅
CD 飯田線：（平井信号場） - 小坂井駅 - 牛久保駅 - 豊川駅 - 三河一宮駅 - 長山駅 - 江島駅 - 東上駅
名古屋鉄道
NH 名古屋本線：（平井信号場） - 伊奈駅 - 小田渕駅 - 国府駅 - 御油駅 - 名電赤坂駅 - 名電長沢駅
TK 豊川線：国府駅 - 八幡駅 - （諏訪新道信号場） - 諏訪町駅 - 稲荷口駅 - 豊川稲荷駅

### バス
高速バス
- 東名ハイウェイバス・遠鉄バス 空港直行バスe-wing（掛川IC・浜松駅 - 中部国際空港）
  - 東名豊川バス停 - 東名音羽バス停
- 新宿豊橋エクスプレス線（田原駅前 - 豊橋 - 新宿・中野・練馬）
  - 心道教前 - 豊川市役所前 - 豊川駅前 - 本野原
- ほの国号（豊橋 - 京都）
  - 豊川駅東口 - 東名豊川 - 東名音羽

路線バス
2011年11月1日より、基幹路線6路線と音羽・御津・一宮地区内を運行する地域路線から成る「豊川市コミュニティバス」の運行が開始された。
- 豊鉄バス
  - 豊川線（豊橋駅前 - 心道教前 - 豊川体育館前 - 豊川市役所前 - イオン豊川店 - 豊川駅前）
  - 新豊線（豊橋駅前 - 心道教前 - 豊川体育館前 - 豊川市役所前 - イオン豊川店 - 豊川駅前 - 東名豊川 - 砥鹿神社前 - 新城富永）
- 豊川市コミュニティバス（詳細はリンク先参照）
  - 基幹路線
    - 豊川国府線
    - 千両三上線
    - ゆうあいの里小坂井線
    - 一宮線
    - 音羽線
    - 御津線

  - 地域路線
    - 一宮地区（本宮線のんほい号）
    - 音羽地区（つつじバス）
    - 御津地区（ハートフル号）
    - 御油地区（ごゆりんバス）

### 道路

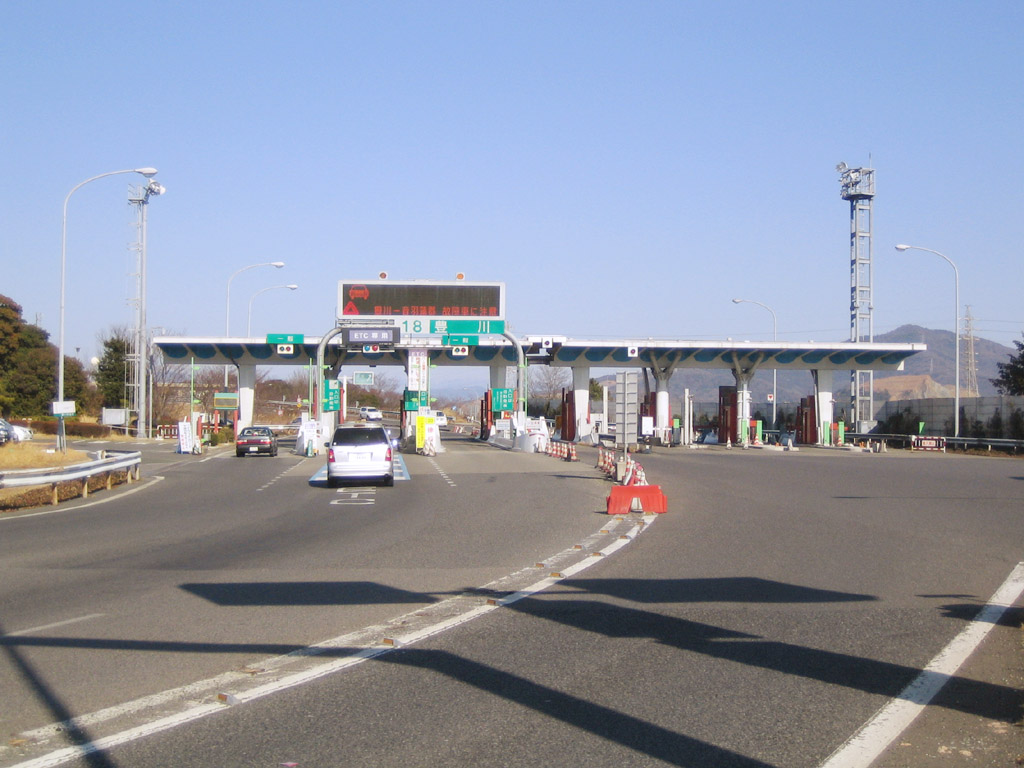
豊川IC

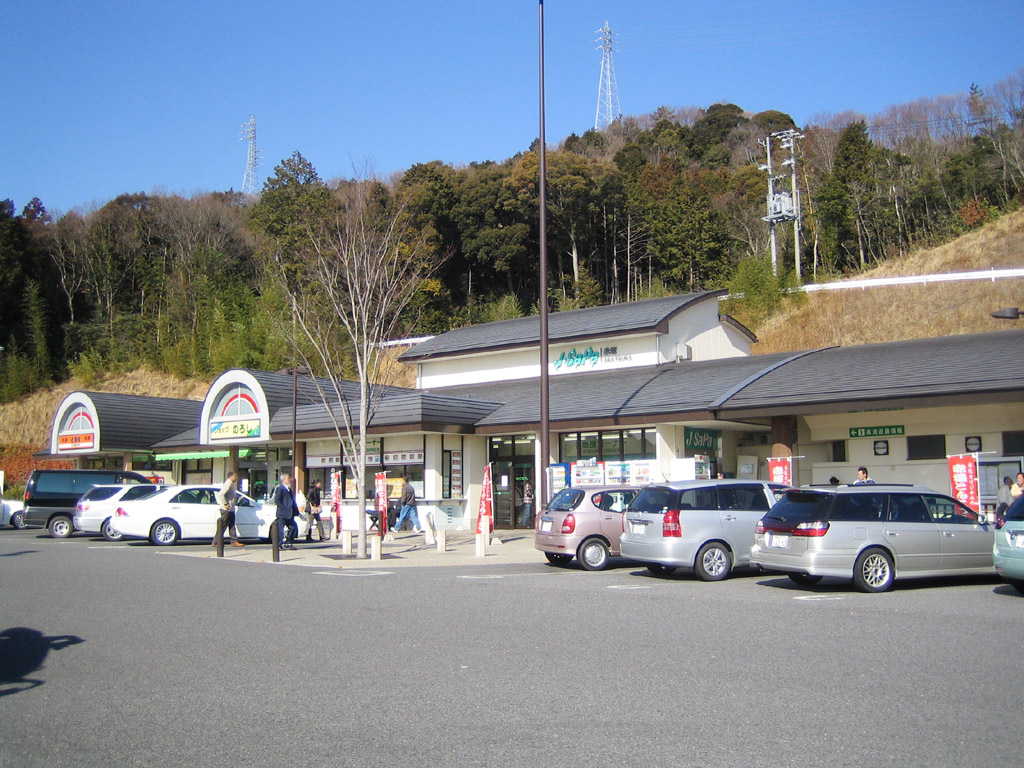
赤塚PA

豊川市内には東名高速道路の豊川インターチェンジ、音羽蒲郡インターチェンジがあるほか、国道1号、国道23号（国道247号）、国道151号、県道5号国府馬場線（姫街道）、県道31号東三河環状線、県道400号豊橋豊川線（南大通）など、主要な道路が通っている。
高速道路
- E1東名高速道路
  - （新城市） - （豊橋市）- (18)豊川IC - (PA)赤塚PA - (18-1)音羽蒲郡IC -（岡崎市）

国道
- 国道1号
- 国道23号（豊橋バイパス）
- 国道151号
- 国道247号（小坂井バイパス）
- 国道362号

主要地方道
- 愛知県道5号国府馬場線 （姫街道）
- 愛知県道21号豊川新城線
- 愛知県道31号東三河環状線
- 愛知県道69号豊橋乗本線（管轄は豊橋市）
- 愛知県道73号長沢蒲郡線（三河湾オレンジロード）

主要県道
- 愛知県道332号大代赤坂線
- 愛知県道334号千万町豊川線
- 愛知県道368号豊川蒲郡線
- 愛知県道372号大塚国府線
- 愛知県道373号金野豊川線
- 愛知県道374号長沢国府線
- 愛知県道375号前芝国府停車場線
- 愛知県道377号豊川片寄線
- 愛知県道378号諏訪停車場線
- 愛知県道380号豊橋一宮線
- 愛知県道381号一宮石巻萩平線
- 愛知県道382号一宮額田線
- 愛知県道384号小坂井御津線
- 愛知県道385号前芝小坂井停車場線
- 愛知県道386号平井牟呂大岩線
- 愛知県道391号金沢江島停車場線
- 愛知県道400号豊橋豊川線
- 愛知県道495号宿谷川線
- 愛知県道496号白鳥豊橋線
- 愛知県道498号三蔵子一宮線
- 愛知県道499号石巻萩平豊川線
- 愛知県道501号愛知御津停車場線
- 愛知県道525号蒲郡環状線（三河湾スカイライン）
- 愛知県道526号本宮山作手保永線（本宮山スカイライン）
- 愛知県道527号本宮山作手白鳥線（本宮山スカイライン）

市内の道路通称名
- 稲荷通（愛知県道495号宿谷川線の一部）
- 美和通
- 牛久保駅通
- 新桜町通（愛知県道373号金野豊川線の一部）
- 寿通
- 中央通（愛知県道5号国府馬場線の一部）
- 千歳通
- 末広通
- 開運通
- 駅前通
- 桜木通
- 南大通（愛知県道400号豊橋豊川線の一部）
- 姫街道（愛知県道5号国府馬場線の一部）

林道
- 千両線
- 西鞍狭間線
- 東鞍狭間線
- 水久保線
- 小路線
- 千両財賀線
- 財賀線
- 財賀支線
- 長山本沢線
- 本宮山線
- 小沢線
- 上谷下線
- 東霧山線
- 城山線
- 下谷下線
- 宮路山線
- 紅里宮路線
- 久田野線
- 牛沢線
- 西切山線
- 筑田牛沢線
- 牛沢下谷下線
- 観音山線
- 明ヶ沢線

## 放送
- 豊橋市のコミュニティ放送「エフエム豊橋」（FMやしのみ 84.3MHz）に市政情報を提供している。
- 静岡県浜松市のコミュニティ放送「FMHaro!」（浜松エフエム放送 76.10MHz）が聴取可能な西端の市町村である。

## 観光

### 文化財
豊川市内の文化財の指定件数（2016年7月26日現在）は、以下の通り。
| 指定区分 | 有形文化財 | 有形文化財 | 有形文化財 | 有形文化財 | 有形文化財    | 有形文化財 | 有形文化財 | 無形文化財 | 無形文化財 | 民俗文化財      | 民俗文化財      | 記念物 | 記念物 | 記念物 | 記念物 | 記念物    | 合計 |
| 指定区分 | 建造物     | 美術工芸品 | 美術工芸品 | 美術工芸品 | 美術工芸品    | 美術工芸品 | 美術工芸品 | 芸能       | 工芸 技術  | 有形民俗 文化財 | 無形民俗 文化財 | 史跡   | 名勝   | 動物   | 植物   | 地質 鉱物 | 合計 |
| 指定区分 | 建造物     | 絵画       | 彫刻       | 工芸品     | 書跡・ 古文書 | 考古 資料  | 歴史 資料  | 芸能       | 工芸 技術  | 有形民俗 文化財 | 無形民俗 文化財 | 史跡   | 名勝   | 動物   | 植物   | 地質 鉱物 | 合計 |
| -------- | ---------- | ---------- | ---------- | ---------- | ------------- | ---------- | ---------- | ---------- | ---------- | --------------- | --------------- | ------ | ------ | ------ | ------ | --------- | ---- |
| 国       | 4          | 1          | 3          | 2          | 1             | -          | -          | -          | -          | -               | -               | 2      | -      | -      | 2      | -         | 15   |
| 愛知県   | 3          | 3          | 8          | 3          | -             | 5          | -          | -          | -          | 2               | 3               | 2      | -      | -      | 3      | -         | 32   |
| 市       | 7          | 18         | 27         | 24         | 38            | 1          | 14         | -          | -          | 10              | 12              | 34     | 1      | 3      | 24     | -         | 213  |
| 合計     | 14         | 22         | 38         | 29         | 39            | 6          | 14         | -          | -          | 12              | 15              | 38     | 1      | 3      | 29     | -         | 260  |

| 指定区分 | 有形文化財 | 有形文化財 | 有形文化財 | 有形文化財 | 有形文化財    | 有形文化財 | 有形文化財 | 民俗文化財      | 民俗文化財      | 記念物 | 記念物 | 記念物 | 記念物 | 記念物    | 合計 |
| 指定区分 | 建造物     | 美術工芸品 | 美術工芸品 | 美術工芸品 | 美術工芸品    | 美術工芸品 | 美術工芸品 | 有形民俗 文化財 | 無形民俗 文化財 | 史跡   | 名勝   | 動物   | 植物   | 地質 鉱物 | 合計 |
| 指定区分 | 建造物     | 絵画       | 彫刻       | 工芸品     | 書跡・ 古文書 | 考古 資料  | 歴史 資料  | 有形民俗 文化財 | 無形民俗 文化財 | 史跡   | 名勝   | 動物   | 植物   | 地質 鉱物 | 合計 |
| -------- | ---------- | ---------- | ---------- | ---------- | ------------- | ---------- | ---------- | --------------- | --------------- | ------ | ------ | ------ | ------ | --------- | ---- |
| 国       | 12         | -          | -          | -          | -             | -          | -          | -               | -               | -      | -      | -      | -      | -         | 12   |

### 名所・旧跡
主な城郭
- 牧野城
- 牛久保城
- 長沢城

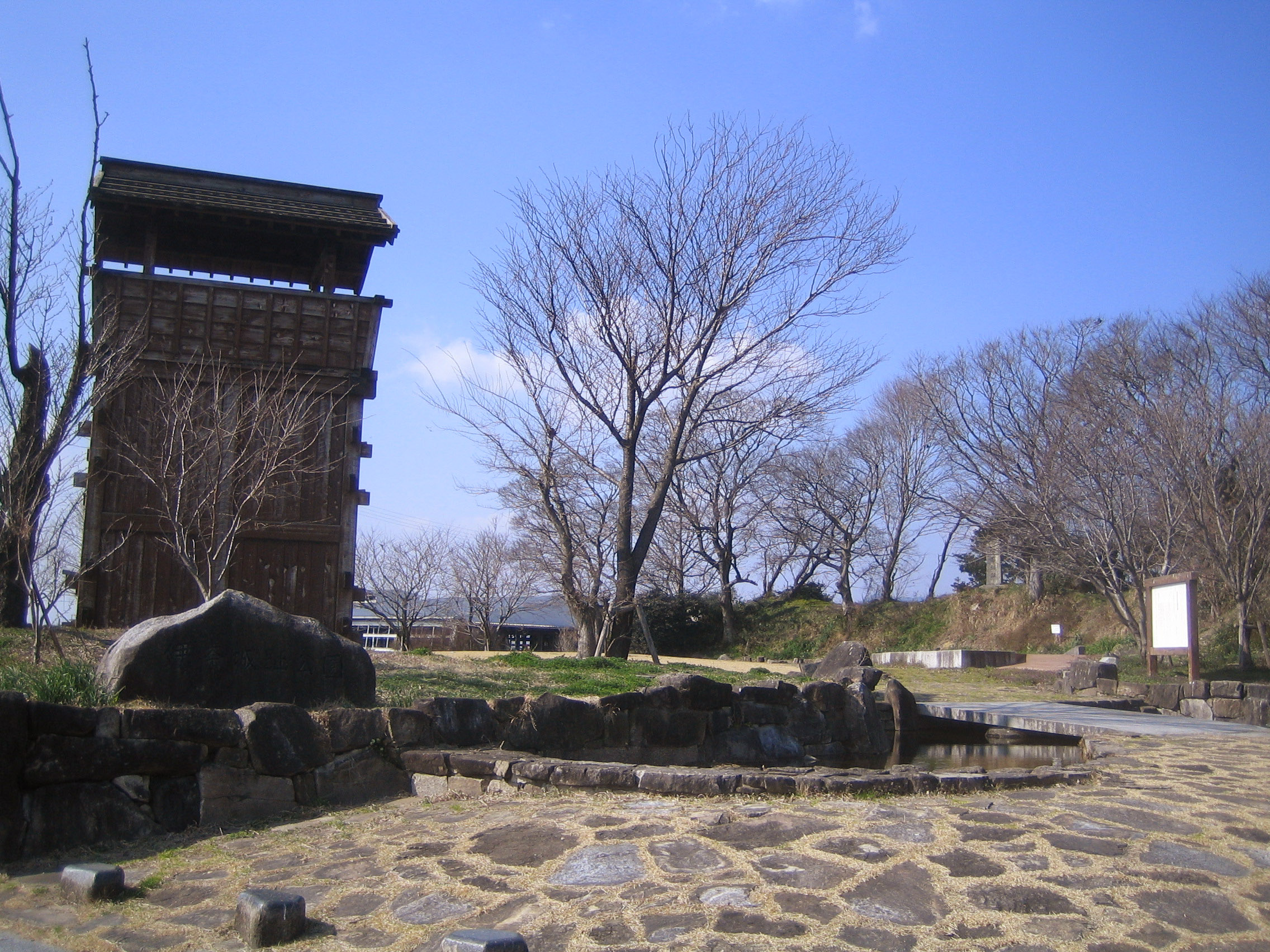
伊奈城

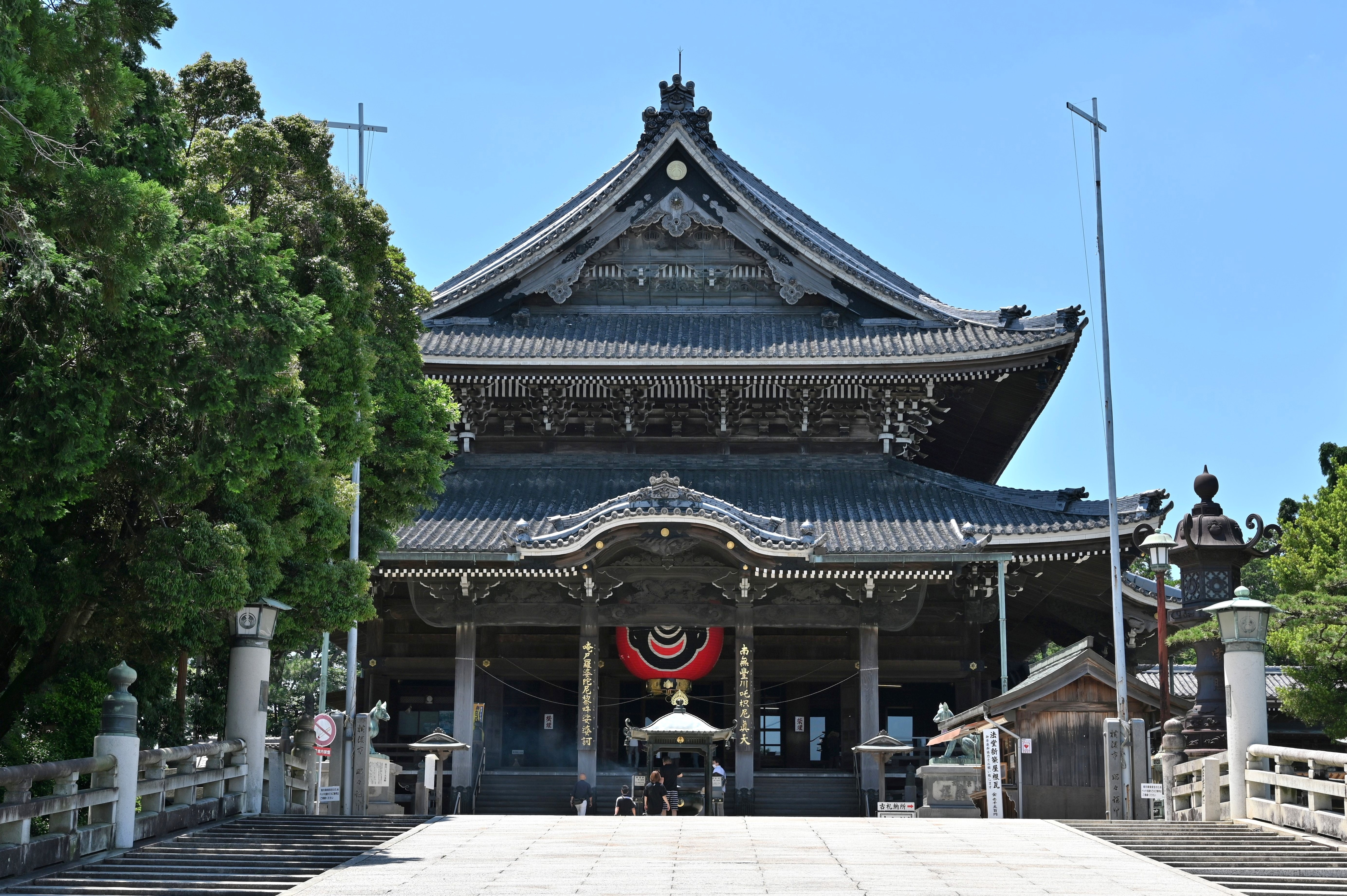
日本三大稲荷の1つである豊川稲荷

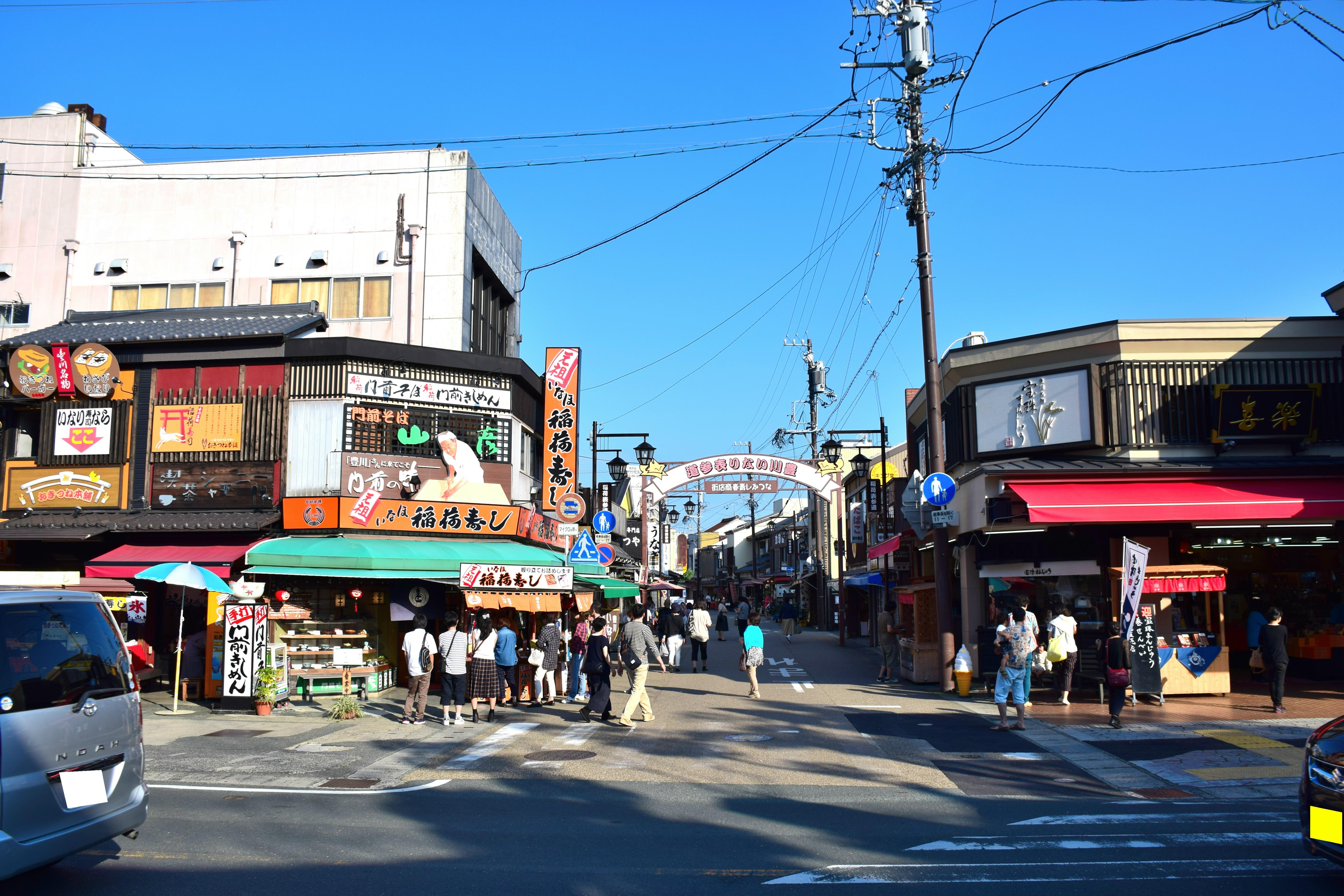
豊川稲荷表参道

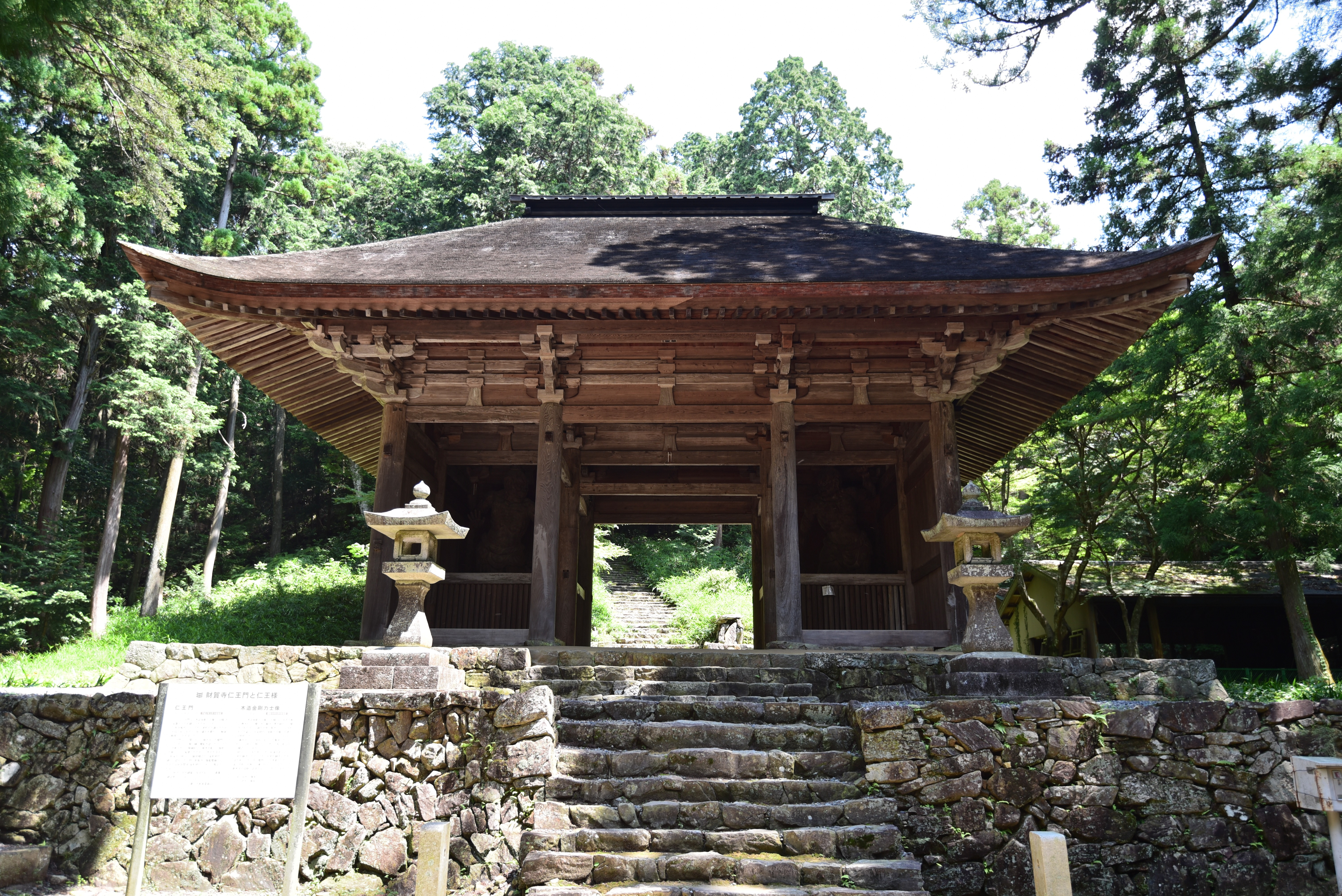
財賀寺仁王門

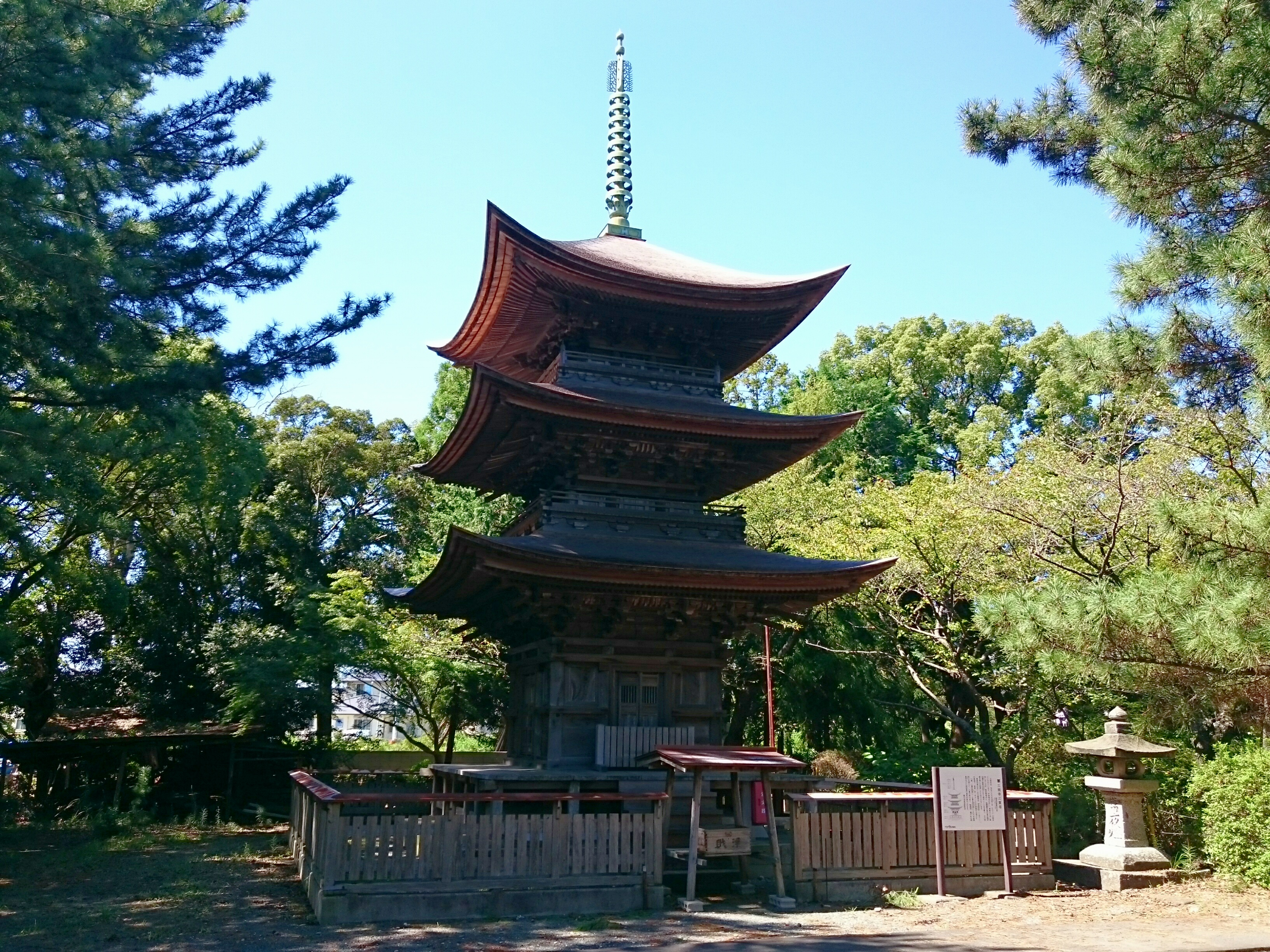
三明寺三重塔

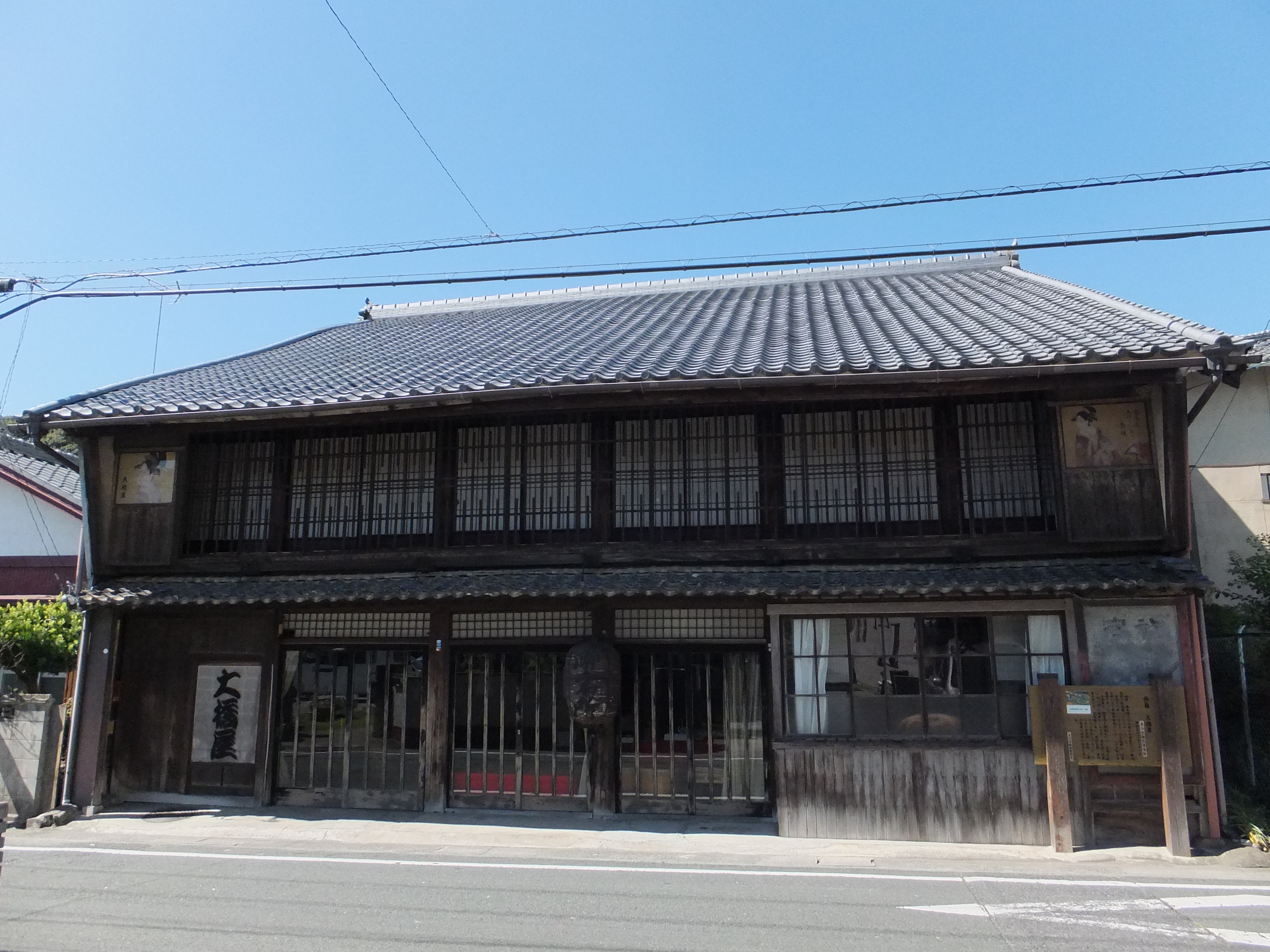
赤坂宿に現存する旅籠、大橋屋

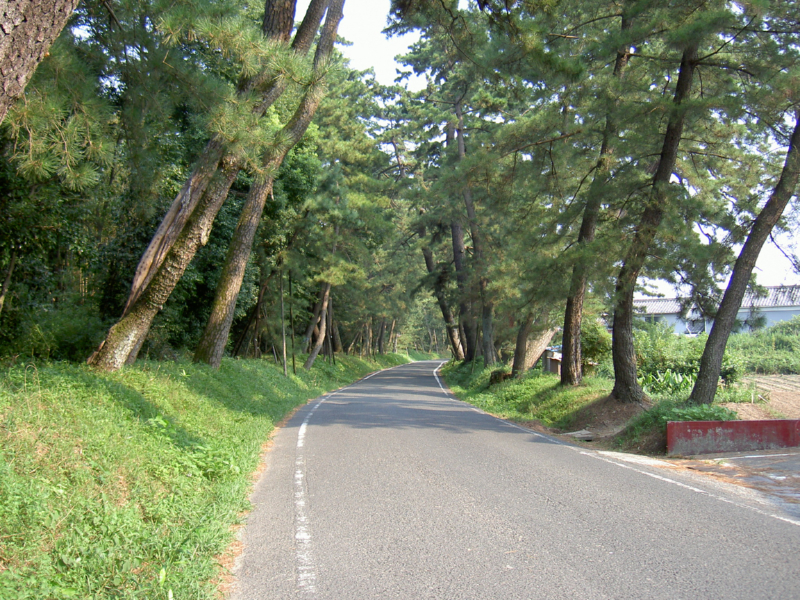
御油宿の松並木

- 伊奈城趾 - 徳川家の家紋として有名な三つ葉葵の発祥の地とする説がある。

主な寺院
- 妙厳寺 - 豊川稲荷（三大稲荷を参照）。木造地蔵菩薩立像は国の重要文化財
- 財賀寺 - 仁王門、金剛力士立像、本堂内厨子は国の重要文化財
- 西明寺
- 三明寺 - 三重塔は重要文化財
- 大恩寺 - 絹本著色王宮曼荼羅図は重要文化財
- 長谷寺 - 山本勘助ゆかりの寺院。
- 三河国分寺 - 梵鐘が重要文化財。「三河国分寺跡」、「三河国分尼寺跡」ともに国の史跡に指定

主な神社
- 砥鹿神社 三河国一宮 例祭は毎年5月3日 - 5月5日
- 菟足神社 - 大般若経は重要文化財
- 大社神社
- 三河総社 - 別名白鳥神社･白鳥総社
- 豊川八幡宮 - 本殿は重要文化財。三河国の国府八幡宮
- 熊野神社 - 境内の「牛久保のナギ」は国の天然記念物
- 五社稲荷
- 御油神社
- 下賀茂神社
- 豊川進雄神社
- 関川神社
- 日吉神社
- 星野神社

宿場
- 東海道
  - 御油宿 - 御油の松並木は天然記念物
  - 赤坂宿 - 三河裁判所跡、赤坂陣屋

戦争の痕跡
- 戦時中、海軍の工場や施設が市役所付近に数多く点在している。
- 豊川海軍工廠 - 名古屋大学所持の東洋随一と言われていた海軍工廠。現在大部分は工場や自衛隊駐屯地となっているが名古屋大学太陽地球環境研究所の周辺は文化庁保存ランクAのもので、現在は年に2回見学会が開かれるのみで自然に任せるままになっている（太陽風の観測設備が無人で運用されており人もほとんど入らない）。だが、自然に任せるままにしていたため現在でも当時の設備が多く残っているといわれている。

### 観光スポット
主な公園
- ぎょぎょランド（赤塚山公園）
- 地域文化広場（桜ヶ丘公園）
- 東三河ふるさと公園
- 三河臨海緑地（日本列島公園）
- 三河国分尼寺跡史跡公園

観光名所
- 桜トンネル - 毎年3月下旬 - 4月上旬に「桜祭り」が開催され、多くの花見客で賑わう。
- 本宮山
- 宮路山の紅葉
- 牛の滝
- 本宮の湯
- ふるさと自然のみちウォーキングセンター
- 本宮パークカントリークラブ
- 大和の大イチョウ(大和ちびっ子広場内)

## 文化

### 祭事･催事

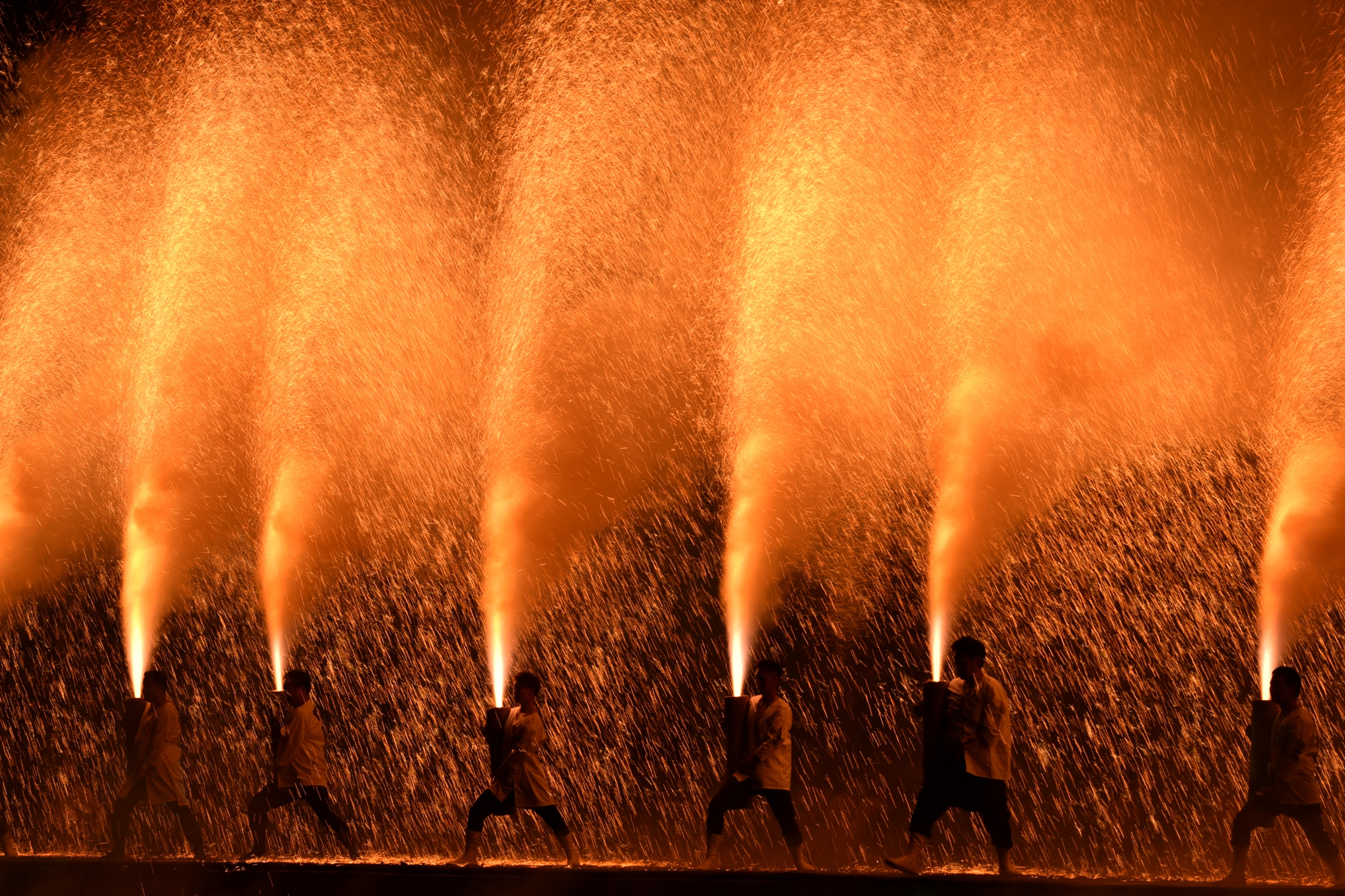
豊川手筒まつり

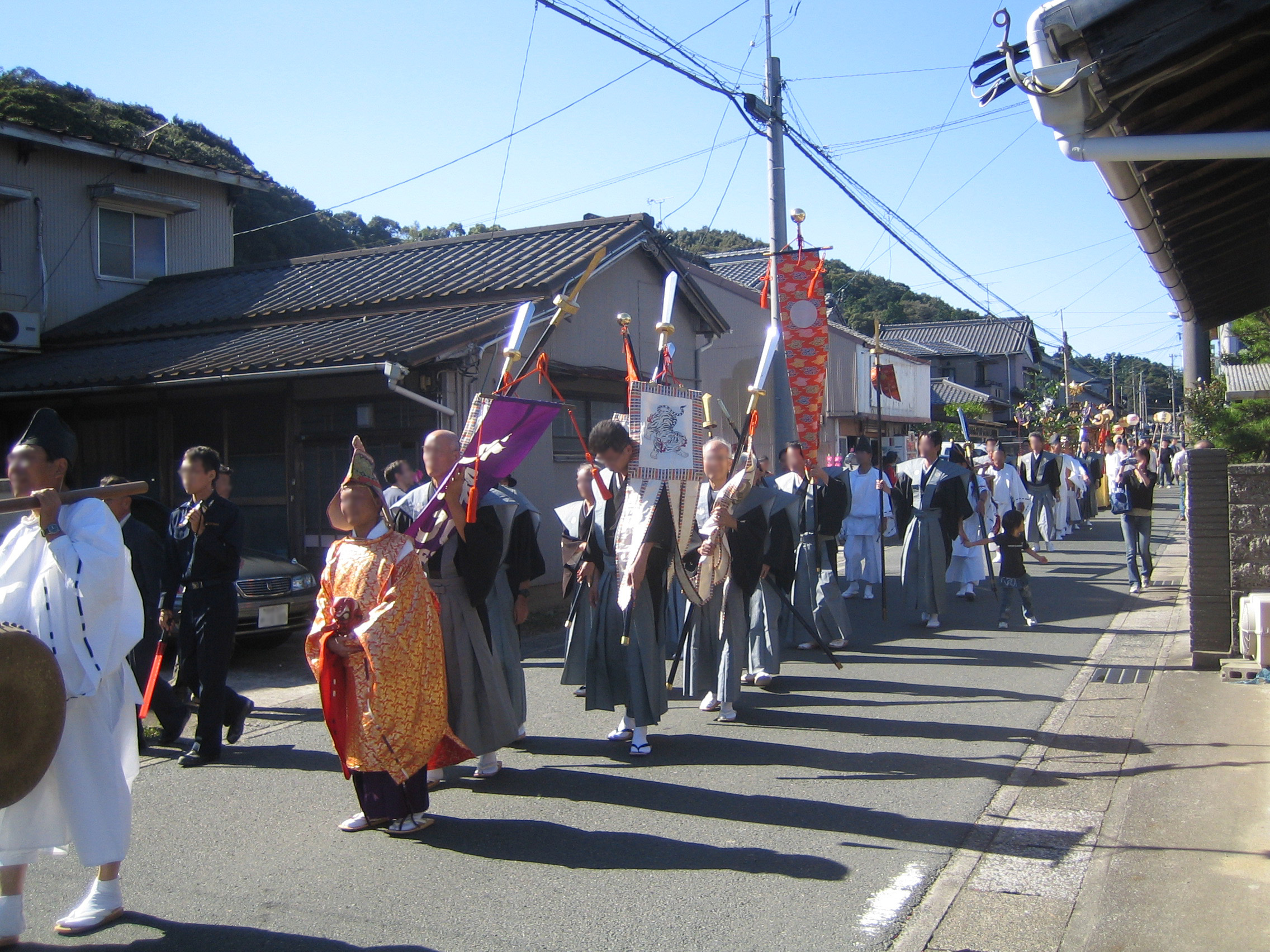
大名行列の再現。杉森八幡社祭礼にて

- 国府の市 - 市西部にある国府商店街で毎年2月11日に開催される市。
- 智恵文殊まつり - 財賀寺で毎年3月の最終日曜日に開催される。仁王門のライトアップや大筆書き大会、稚児行列などが見られる。
- 豊川桜まつり - 桜トンネルにて夜桜照明など各種のイベント。3月下旬 - 4月上旬。
- みつばつつじまつり - 4月に開催。冨士神社周辺に咲くコバノミツバツツジの開花に合わせて、屋台が出店する。隣接する善住寺の境内では、児童を含む地域の愛好家らがよさこいソーランを披露する。1994年初開催。
- うなごうじ祭（若葉祭） - 牛久保地区のお祭り。ヤンヨウガミが地面に寝ころぶことで有名。毎年4月上旬の土日に開催。
- 風まつり - 菟足神社で毎年4月の第2土・日曜日に開催。手筒花火や打ち上げ花火などが奉納され、山車も出る。
- 烏賊祭り - 4月第3日曜に御津神社で開催。本殿で生の烏賊を奉納し、供養や豊漁祈願をする。
- 獅子舞神楽 - 4月第4土曜・日曜、萩原神社で開催される女獅子の舞。
- 豊川稲荷春季大祭 - 豊川稲荷で5月4日・5日に開催。稚児行列や「富くじ」などのイベントがある。
- おいでん祭（さい） - 豊川市民まつり。毎年5月第4土・日曜日に開催。
- 豊川夏まつり - 豊川西町にある進雄神社で行われる夏祭り。山車や御輿、手筒花火などの花火が見られる。毎年7月中旬の金・土・日曜日に行われる。
- 国府夏まつり - 国府町で7月の最終土・日曜日に行われる夏祭り。昼は「歌舞伎行列」が町を歩く。夜には打ち上げ花火や手筒花火が見られる。
- 御油夏まつり - 御油町で行われる夏祭り。8月のはじめの土・日曜日に行われる。山車や御輿、花火（手筒花火を含む）など。
- 笹踊り・七福神踊り - 8月第1日曜に引馬神社・八幡社で開催。「やんよう神」と呼ばれる若者3人が踊る「笹踊り」と、七福神のうち弁財天以外の6柱に扮した人々が踊る「七福神踊り」を両神社に奉納する。
- みたま祭 - 豊川海軍工廠への爆撃による犠牲者の慰霊祭。毎年8月7、8日に豊川稲荷・豊川駅前で開催。
- 赤坂竹宵まつり 8月に開催。ろうそくの入った竹筒を音羽川（町役場裏手）の河川敷に多数配置し、火を灯す。また、手作りの行灯が旧東海道を照らす。
- 豊川手筒まつり - 豊川市民まつり。豊川公園で手筒花火が披露される。毎年8月の第4土曜日に開催（2019年終了）。
- 雨乞い祭り - 江戸時代の旱魃時に、神官が大念仏を納めて雨乞いをしたところ、大雨が降ったとされる言い伝えに基づく祭り。武士や花魁に扮した人々がお囃子を乗せた山車と共に練り歩く「歌舞伎行列」が行われる。8月第3土曜・日曜に開催。
- 赤坂の舞台 - 1872年（明治5年）、杉森八幡社に建築された回り舞台。2000年（平成12年）に復元され、以来年1回歌舞伎公演が行われている。2006年（平成18年）の公演前には、竹をドーム状に組んで屋根付きの桟敷席が作られた（「小屋掛け」と呼ばれる）[35]。
- 杉森八幡社祭礼 - 10月第2日曜に開催。大名行列が行われる。
- 宮路山もみじまつり - 11月に開催。宮路山第1駐車場では、きな粉餅や甘酒、「雲助飯」が振る舞われるほか、バザーが開催される。
- 豊川稲荷秋季大祭 - 豊川稲荷で毎年11月第3土日に開催される。境内に大提灯が飾られ、神輿の渡御行列や骨董市、和太鼓などの演奏が行われる。
- どんき - 12月第3日曜（2004年以前は12月17日）、秋葉三尺大権現の火防大祭中の一行事として長松寺で開催。白狐、赤天狗、青天狗が児童らを追い回す。狐らに紅ガラを塗り付けられた者は、病にかからないと伝えられる。

### スポーツ
野球

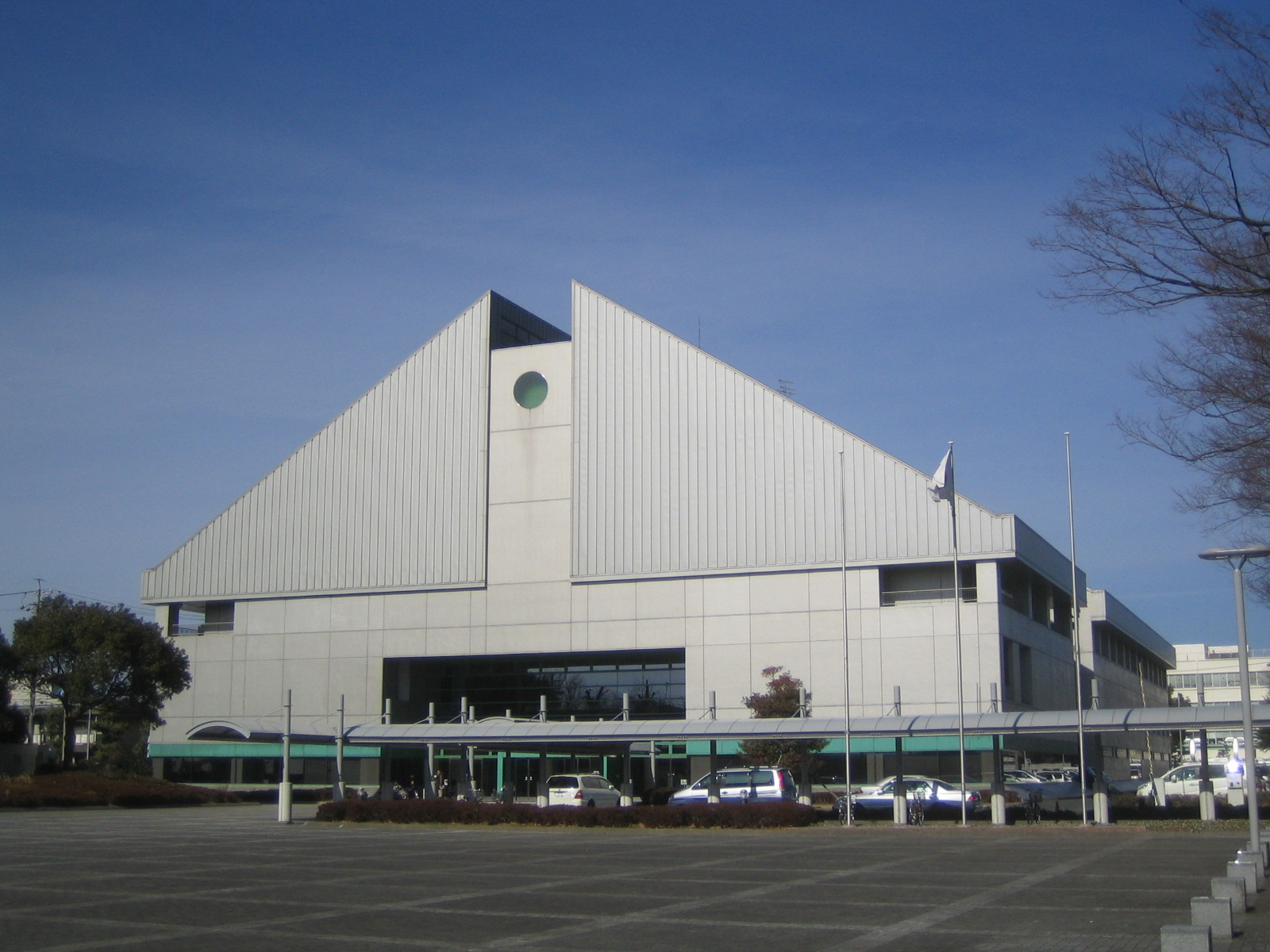
豊川総合体育館

- 東海理化硬式野球部 - JABA 社会人野球の企業チーム。東海理化電機製作所の音羽工場を拠点に活動している。

サッカー
- リヴィエルタ豊川 - 東海社会人サッカーリーグ
- ラジルFC東三河 - 愛知県社会人サッカーリーグ

バスケットボール
- 三遠ネオフェニックス - B.LEAGUE B1リーグ

## 出身者・ゆかりのある人物

### 名誉市民
- 大澤秀雄（オーエスジー創業者）[36] 2002年5月7日葬儀[37]
- 山本芳雄（元市長。1999年市葬挙行）
- 花井正八（トヨタ自動車工業会長）

### 出身者
- 稲葉あずさ プロレスラー
- 稲葉ともか 女子プロレスラー
- 宇井伯寿 僧侶、仏教学者
- 浦野起央 国際政治学者、日本大学名誉教授
- 大沢謙二 医学者、東京帝国大学名誉教授
- 太田敦也 プロバスケットボール選手、元日本代表（浜松・東三河フェニックス所属）
- 大林良一 社会保険学者、一橋大学名誉教授、第9代成城大学学長
- 小原佳代子 元南海放送・メーテレアナウンサー、フリーアナウンサー
- 加藤晴子 歌手。岡村孝子と女性デュオ・あみんを結成
- 加藤ゆか 元競泳選手
- 柄澤照文 ペン画家
- 神戸和貴 NHKアナウンサー
- 北原ミレイ 女性歌手
- 城所龍磨 元プロ野球選手
- 小林亜実 元SKE48、女優
- 小林拓一郎 ZIP-FM ミュージック・ナビゲーター
- 近藤岳登 元プロサッカー選手
- 近藤幸太郎 陸上競技・長距離走選手。
- 斉藤恒夫 作曲家
- 佐野榮太郎 情報技術者、ソフトウェア作家
- 佐野有美 随筆家。「手足のないチアリーダー」で著名になる
- 三遊亭萬橘 (4代目) 落語家
- 菅沼美帆 ファッションモデル
- 菅原由勢 プロサッカー選手
- 杉田浩章 元ボストン・コンサルティング・グループ日本代表、早稲田大学教授
- 鈴木しおり メーテレアナウンサー
- 園子温 映画監督、「とよかわ広報大使」第1号。
- 多田正見 政治家。江戸川区長
- 富安風生 俳人、元逓信事務次官
- 鳥居強右衛門 戦国時代の足軽。奥平信昌の家臣
- 内藤尚行 元プロ野球投手（ヤクルト→ロッテ→中日）、野球解説者・タレント（ギャオス内藤）
- 中尾佐助 栽培植物学者
- 長坂秀佳 「特捜最前線」等のTV作品、「弟切草」等のゲーム作品の脚本を手掛ける脚本、小説家
- 花井正八 元トヨタ自動車工業会長、元日経連副会長
- 日高万里 漫画家
- 平川敏夫 画家
- 平松禎史 アニメーター
- 真木花藻 三河牛久保城の女官
- 松井英幸 競輪選手
- 冨安徳久 ティア創業者
- 山口保治 作曲家。代表作「かわいい魚屋さん」
- 山本勘助 武田信玄の軍師
- 山本裕典 俳優、タレント
- 若月徹（三遊亭鳳月）元お笑いコンビ（若月）、落語家
- 若月亮 芸人元お笑いコンビ（若月）
- 渡辺いっけい 俳優・ナレーター
- 渡辺博也 作曲家

### 豊川市ゆかりの豪族
- 三河岩瀬氏
- 牛久保六騎
- 佐野氏
- 長沢松平家
- 波多野氏
- 東三河司頭
- 三河真木氏
- 三河牧野氏

## 豊川市を舞台とする作品
- 映画『ちゃんと伝える』（2009年作品  園子温監督）では、豊川稲荷の門前町がメインのロケ地となった。